# 名探偵コナンの登場人物
名探偵コナンの登場人物（めいたんていコナンのとうじょうじんぶつ）では、青山剛昌原作の漫画・テレビアニメ・アニメーション映画・テレビドラマ『名探偵コナン』に登場する人物の中で、青山剛昌原作由来（原作漫画および他メディア含む）のキャラクターおよびテレビアニメにおけるオリジナルキャラクターについて扱う。なお、本編第1話以降の時間軸上で属している区分を原則として記載する。個別記事のあるキャラクターの詳細と、劇場版およびテレビドラマ版のみのオリジナルキャラクターについては各リンク先を参照。

## 毛利探偵事務所
江戸川 コナン（えどがわ コナン） / 工藤 新一（くどう しんいち）
本作の主人公。黒ずくめの組織にAPTX4869を飲ませられて体が縮んでしまい、小学生に幼児化した高校生探偵。帝丹小学校に通っている。

毛利 蘭（もうり らん）
本作のヒロイン。新一とは幼馴染で、同じ帝丹高校に通っている女子高生（空手部主将）。

毛利 小五郎（もうり こごろう）
蘭の父親で、元警視庁捜査一課強行犯係の刑事でもある私立探偵。

## その他の主要人物
個別記事があるキャラクターのうち、現時点で特定の組織に所属していない者を挙げる。
阿笠 博士（あがさ ひろし）
工藤邸の隣人である科学者で発明家。コナンの正体を知った一人目の人物。

灰原 哀（はいばら あい） / 宮野 志保（みやの しほ） / シェリー
コナンを幼児化させた薬「APTX4869」を作った「黒ずくめの組織」の元科学者でコードネームはシェリー。本名は宮野 志保。自分を組織から脱退させようとした姉を殺害した組織への反逆から、組織から脱退する際に薬を使って幼児化し、現在は小学生の灰原 哀として暮らしている。コナンと同じく帝丹小学校に通っており、少年探偵団のメンバーである。

吉田 歩美（よしだ あゆみ）、円谷 光彦（つぶらや みつひこ）、小嶋 元太（こじま げんた）
コナンや灰原が所属する帝丹小学校1年B組の生徒で、少年探偵団のメンバー。

鈴木 園子（すずき そのこ）
新一や蘭の高校の同級生。鈴木財閥の令嬢。

服部 平次（はっとり へいじ）
私立改方学園高等部に通っている大阪の高校生探偵。「西の服部、東の工藤」と並び称される新一のライバル。コナンの正体が新一であることを知っている数少ない人物。

遠山 和葉（とおやま かずは）
平次と同じく私立改方学園高等部に通っている女子高生で平次のガールフレンド。高校では合気道部に所属している。

妃 英理（きさき えり） / 毛利 英理（もうり えり）
小五郎の妻で蘭の母。「妃法律事務所」を営む弁護士。現在は家族と別居中。

怪盗キッド （かいとうキッド）/ 黒羽 快斗（くろば かいと）
神出鬼没の泥棒で、正体はマジックが得意な江古田高校に通っている高校生。コナンの好敵手。長らくコナンの正体である新一とは声や顔がよく似ていると言われてきたが、劇場版『名探偵コナン 100万ドルの五稜星』にて、コナン（新一）とは従兄弟の関係にあることが明かされた。
元は作者の別作品『まじっく快斗』の主人公。

## 日本の警察機関

### 警察庁
安室 透（あむろ とおる） / 降谷 零（ふるや れい） / バーボン
喫茶ポアロにてアルバイトをしている私立探偵。しかし、その正体は公安警察の頂点とも言われている警察庁警備局警備企画課（通称ゼロ）に所属する公安警察官の降谷 零で、階級は警部。また、バーボンというコードネームで黒ずくめの組織に潜入捜査を行っている。

黒田 兵衛（くろだ ひょうえ）

### 警視庁
松本 清長（まつもと きよなが）
声 - 加藤精三（第18話 - 第683話、劇場版13作、2022年TVSP〈ライブラリー出演〉）
警視→警視正。54歳。
終始厳しい面持ちで、顔に20年前の事件で負った傷がある。小五郎に事件を解決されるたびに肩身の狭い思いをしているらしく、彼からは「警視殿」と呼ばれる。また、目暮の帽子の秘密を知っていた人物でもある。本編で刑事部捜査一課所属時までは、管理官として目暮らの直属の上司でもあったが、後に人事異動を経て管理官を退任し、警視正に昇格した。異動先の部署や役職は作中では明示されていない。
ビートルズ世代で、「Let It Be」の曲に関して因縁のある事件によって顔に傷を負ったり、ビートルズに関係した暗号で助けを求めたりしている。
妻には先立たれており、残る家族は帝丹中学校の音楽教師にして新一・蘭・園子の恩師である娘の松本小百合（まつもと さゆり）のみで、彼女が襲われた事件では犯人との悲しい過去が明らかになっている。初登場時のラストでは、3年後に改めて行われた小百合と高杉俊彦（たかすぎ としひこ）の結婚式に出席していることが明かされている。
名前の由来は松本清張。

黒田 兵衛（くろだ ひょうえ）
声 - 岸野幸正
警察庁警備局警備企画課（ゼロ）→長野県警刑事部捜査一課課長→警視庁刑事部捜査一課管理官。階級は警視。50歳。
初登場時は警察庁から長野県警に出向しており、その後は警視庁に異動し、松本の後任として一課管理官に就任する。強面で大柄な体格。紅茶党。
17年前の羽田浩司殺害事件の際、浅香を連れてラム達から逃走するが、交通事故に遭い重傷を負う。以降10年近く意識不明で警察病院に入院していたため、本来はもっと若い頃に来るはずの地方警察への出向が遅れていた。顔の火傷痕と右目の義眼はその事故によるもので、本来黒かった髪は事故のストレスで白髪に変色し、細かい記憶は意識が回復した後も抜け落ちたままであるという。隻眼となった以降、左側が普通のレンズで右側が黒いレンズの眼鏡をかけている。視野のハンデを背負ってはいるものの嗅覚は鋭く、遺体の口から漂うアーモンド臭に混じる別の食べ物の臭いを嗅ぎ当てただけにとどまらず、綾小路の上着のポケット内に隠れていたマロちゃんの獣臭すら嗅ぎ当てている。
コナンのことは意外な着眼点で小五郎の推理に対してバックアップやフォローを行い、事件を解決へ導く「眠りの小五郎の知恵袋」として、実際に面識を持つ以前から存在を知っている。面識を持つようになってからも、コナンの指示通りに部下を動かしたり、コナンの推理を補助するために事件現場を訪れた阿笠博士を通すよう許可したりしている。
清水寺の事件後は工藤新一の目撃情報に関心を示し、後に見間違いだと呟かれた際には笑みを浮かべていた。警視庁への異動後も長野県警の諸伏高明や大和敢助とは何らかの連絡を取っている。公安警察の後輩である安室や伊織無我とも交流があり、安室を「バーボン」、伊織を「榊原」と、潜入先での名で呼び、一方で安室からは「降谷」と本名で名乗られている。
名前の由来は、軍師の黒田官兵衛。

目暮 十三（めぐれ じゅうぞう）
刑事部捜査一課強行犯捜査三係の警部。

佐藤 美和子（さとう みわこ）
刑事部捜査一課強行犯捜査三係の女性刑事で警部補。
高木 渉（たかぎ わたる）
刑事部捜査一課強行犯捜査三係の刑事で巡査部長。

白鳥 任三郎（しらとり にんざぶろう）
刑事部捜査一課強行犯捜査三係の警部補→警部。

宮本 由美（みやもと ゆみ）
声 - 杉本ゆう
交通部交通執行課の婦警。階級は警部補。刑事部の佐藤とは学生時代からの親友で、年齢は本編で明言されていないものの、佐藤や恋人の秀吉と同じ28歳前後と示唆されている。
強行犯係から組織犯罪対策部に至るまで交友関係が広く、彼らとの合コンのセッティングや徹夜麻雀などに明け暮れる豪快で男勝りな性格。一方で、自分が逮捕した元スリの常習犯に出所後の仕事を世話するなど、面倒見の良い面もある。佐藤・高木両刑事の恋愛の発破をかける役割も担っていた。佐藤ほどではないがコナンの推理力を高く買っている。実家で2匹の犬（スタとハチ）を飼っている。最近まで自覚していなかったが、重度の猫アレルギー持ちである。
周囲の男女に次々とロマンスが訪れていることに焦りを抱いていた時期もあったが、大学時代に羽田秀吉と交際しており、一度は彼の子供っぽい性格と煙に巻く言動に愛想を尽かして一方的にフッていた。しかし、自身が人質となった誘拐事件を解決した彼を名人戦に送り出す際に口づけを交わす。後に王将戦のニュースを偶然見たことでようやく秀吉が棋士であることを知り、タイトルを落として意気消沈する彼を叱咤激励した上で七冠制覇を待つことになった。六冠の状態にある秀吉を「叡王」を取れば七冠であると丸め込み、彼との同棲生活を始める。秀吉の家族については全く知らず、彼の性格から「のんきな家族」と想像している。
アニメでは佐藤直伝のジャーマン・スープレックスで犯人を倒す実力も見せている。

千葉 和伸（ちば かずのぶ）
声 - 千葉一伸 / 愛河里花子（幼少時代）
刑事部捜査一課強行犯捜査三係の刑事で巡査部長。24歳。
短髪・童顔・肥満体型。目暮警部の部下の中では唯一スーツを着用せず職務に服している。高木の後輩で、彼に対しては敬語で話す。帝丹小学校の出身で、小林先生の2学年下。学生時代は柔道を選択。兄はレンタルビデオ店で働いていた。花粉症で薬を服用中。特撮マニアで、仮面ヤイバーの大ファン。美少女探偵マンガ『ラブリーミステリー』にもハマっている。部屋が汚いほか、よく遅刻するなどずぼら気味で、遅刻しないよう家の時計は少し進めている。佐藤と高木の仲に関して当初から認めており、高木を積極的に応援していた。また、白鳥と小林の仲を冷やかすこともある。愛車は3代目フィアット・500だったが、日産・GT-Rへ変更している。
交通部婦警の三池苗子とは帝丹小学校時代の同級生であり、当時は自分の片想いであると思っていたが、後にコナンたちの協力により両想いであったことを知った。しかし、事件現場などで何度か遭遇している婦警が苗子本人であることには長らく気づかず、女性警察官を狙った連続殺人犯に苗子が監禁された際、彼女を救出して病院に連れて行く途中の出来事を通してようやく気づいた。そこから苗子との交際が始まり、彼女に食事も作ってもらうほど親密な関係となるが、時には意見の食い違いからケンカもしており、それも含めて仲の良い恋人同士として付き合っている。
メタボ気味の体型から庁内の婦警たちに全くモテないが、苗子の影の策略でダイエットに成功してスリムな体型になったことがある。しかし、その結果としてモテることを懸念した苗子の対策にも乗せられてしまい、結局はすぐにリバウンドした。
高木刑事と同様、アニメから原作にも登場するようになった。
名前の由来と容姿のモデルは、声優を担当している千葉一伸。

三池 苗子（みいけ なえこ）
声 - 田中理恵
交通部交通執行課の婦警。階級は巡査部長。24歳だが、童顔と小学生の頃からのツインテールの髪形もあって「中学生にも見える」と千葉から指摘を受けている。猫目も特徴。
刑事部の千葉刑事とは帝丹小学校時代の同級生で両想いだったが、お互いに気持ちを伝え合うことのないまま小学6年の夏に転校した。その際、千葉から送られたラブレターの返事を学校内に隠していたが、彼がそれを確認したのは13年後の現在になってからだった。その直後に杯戸署から本庁へ転属となったが、千葉にはあえてそれを伝えておらず、捜査で顔を合わせても気付いてもらえない状態が続いた。しかし、女性警察官を狙った連続殺人犯に監禁された際、駆け付けた千葉に幼馴染みの苗子であることを明かし、そこから千葉との交際が始まった。
末っ子ゆえに甘やかされて育ち、両親から叱られたことがなかった。千葉に好意を持ったきっかけも、信号無視をしようとした自分のことを初めて本気で叱ってくれたからであった。警察官になった現在も実家住まい。
初登場時の杯戸署から本庁へ転属した頃はコナンたちとの面識が無かったが、米原桜子の関わった事件以降はコナンたちのことを信頼するようになっている。
アニメでは背負投で犯人を投げ倒す実力を披露している。
弓長（ゆみなが）
声 - 徳弘夏生
刑事部捜査一課火災犯捜査係の警部。フルネームは不明。
小五郎が火災犯係に所属していた当時の上司。無精ひげを生やし、たばこを愛好している。小五郎からは「一課の火事オヤジ」と呼ばれている。厳つい外見とは裏腹に頭が切れる上、ふざけた理由で放火した犯人を厳しく一喝する正義感を持つ、情に厚い人格者である。小五郎とは、火事を放火と決めつけては現場に踏み込み、遺留品を踏み荒らしてしまうため、何度も消防署から文句を言われた仲である。
アニメオリジナルエピソードでは果実酒に詳しい一面が描かれている。

中森 銀三（なかもり ぎんぞう）
刑事部捜査二課の警部。
元は作者の別作品『まじっく快斗』の登場人物で、本作へはゲストとして登場。

茶木 神太郎（ちゃき しんたろう）
声 - 田中信夫（第76話 - 第747話）
刑事部捜査二課の警視。49歳。
怪盗キッドを追っており、彼からの予告状が届いた鈴木家に警備のため、警視庁から派遣された。二課に配属された部下の中森には手を焼いている。
捜査一課の刑事だった頃から小五郎とは顔見知りだが、彼の見当はずれな推理を信じ込むなど、コミカルな役回りが多い。
『名探偵コナン』で初登場したキャラクターであるが、後に『まじっく快斗』本編にも登場。

風見 裕也（かざみ ゆうや）
声 - 飛田展男
警視庁公安部の警部補。30歳。
安室こと降谷の協力者で、彼を本名の「降谷さん」で呼ぶ。また、安室と一緒に居る所を自身を警察官と知らない者に見られた場合は安室の探偵助手・「飛田 男六（ひだ だんろく）」を名乗っている。
劇場版第20作『純黒の悪夢』に初登場し、その後は原作にも登場するようになる。
警察としての正義感は強いが、同時に公安としてのプライドも高いため、刑事部に対しては高飛車な態度で接することが多い。その一方、公安を通さない安室の私的な調査を命じられたり、理由も聞かされずにこき使われたりすることも徐々に増えつつある。安室の指示により小五郎を調査していた過程で沖野ヨーコのファンになった。
名前の由来は、アニメ『機動戦士Ζガンダム』に登場するカミーユ・ビダン。
2020年5月7日発売の雑誌『ダ・ヴィンチ』2020年6月号で実施された「読者にしあわせを与えてくれたキャラ」ランキングでは8位を獲得した。

トメさん
声 - 中嶋聡彦（第48話 - 第654話）
刑事部鑑識課の鑑識官。
眼鏡をかけた中年男性で、「（鑑識課の）トメさん」と愛称で呼ばれているが、本名（フルネーム）や年齢は不明。事件現場でよく会うコナンを厄介者扱いにせず、優しく接する。好きなものは江戸川乱歩の『少年探偵団』シリーズで、事件現場での台詞からもコナンを小林少年と重ねて見ていることが示唆されている。
アニメオリジナルキャラクターで、一時期は原作に存在するエピソードでもモブの鑑識官の該当シーンはアニメで全てトメさんが担当していた。原作には未登場だが作者公認で、のちに小説版にも登場するようになった。アニメ第654話「毒と幻のデザイン (Poison)」以降は登場していないが、「コナンと海老蔵 歌舞伎十八番ミステリー」（第804 - 805話・アニメオリジナル）では、白鳥警部の発言から事件現場に来ていたことが示されている。

百瀬（ももせ）
声 - 塩屋浩三
刑事部捜査三課の警部。フルネームと年齢は不明。
もじゃもじゃ頭に糸目、しゃくれた顎が特徴。温厚な性格で、子供であるコナンの意見も素直に取り入れる。情に厚い面もあり、犯人が自宅で起こした狂言強盗を「これを事件にしていたら署長に雷を落とされてしまう」と言って不問にしたことがある。

小林（こばやし）
声 - 布目貞雄 / 細井治（第177話のみ代役）、横尾博之（第181話のみ代役）、西村朋紘（第321話のみ代役）
アニメオリジナルキャラクター。刑事部捜査一課強行犯捜査三係の刑事。フルネームと階級は不明。
小柄な体型で、無精ひげを生やしている。初登場は劇場版第3作『世紀末の魔術師』。テレビアニメでは「本庁の刑事恋物語」シリーズに登場しているほか、アニメ第181話「赤い殺意の夜想曲（後編）」では、コナンに頼まれてトリックの実演などをしている。
名前の由来と容姿のモデルは、東京ムービーのスタッフ。

#### 殉職者
以下の4名は、降谷零（安室透）の警察学校時代の同期。全員、安室と共に小学生の新一と蘭に会っている。
松田 陣平（まつだ じんぺい）
声 - 神奈延年
刑事部捜査一課強行犯三係の刑事。階級は巡査部長。
物語開始の3年前に強行犯三係へ配属された孤高の刑事で、顔立ちは高木刑事に似ている。手先が器用で、携帯電話でメールを素早く打つことができる。
強行犯三係への配属前は警備部機動隊の爆発物処理班に所属していたが、物語開始の7年前に発生した爆弾事件で親友の萩原研二を亡くしたため、爆弾事件を担当する特殊犯係に転属を希望するも、頭を冷やしたほうがいいと判断した上層部によって強行犯三係へ回された。
その荒っぽい言動と、傍若無人な態度から、佐藤をはじめ一課の刑事たちからは反感を買われていたが、そんな中でも1人で必死に萩原を殺した爆弾犯を追い続けていた。転属から1週間後の11月7日、ようやく爆弾魔が仕掛けた爆発物の場所を突き止めたものの、人々を守るために爆発に巻き込まれて死亡した。松田の死は佐藤を苦しめ続けていたが、高木と佐藤の仲の進展に伴い、佐藤は苦しみから解放された。
劇場版第20作『純黒の悪夢』では、降谷零（安室透）の警察学校時代の友人だったことが明かされた。零が松田から学んだ爆弾解体の知識と技術が、終盤で重要な役割を担うことになる。
2020年5月7日発売の雑誌『ダ・ヴィンチ』2020年6月号で実施された「読者にしあわせを与えてくれたキャラ」ランキングでは11位を獲得した。

萩原 研二（はぎわら けんじ）
声 - 三木眞一郎
警備部機動隊爆発物処理班隊員。階級は不明。神奈川県警の警部補萩原千速の実弟。
松田の親友であり、同じ爆発物処理班に所属していた。物語開始の7年前の11月7日に発生した爆弾事件で、松田とともに別々の場所に仕掛けられた爆弾の処理を担当していたが、解体が間に合わず爆発に巻き込まれて死亡した。
原作では苗字が目暮の口から語られた程度で、容姿と下の名前はアニメ版で初めて明かされた。後に原作でも警察学校時代の容姿が描かれている。
スピンオフ作品『ゼロの日常』第7話で降谷零（安室透）と警察学校の同期だったことが明かされる。また、劇場版第25作『ハロウィンの花嫁』では、新一と蘭が小学生だった頃に一度だけ会っていたことも判明した。

伊達 航（だて わたる）
声 - 藤原啓治（第682話 - 第683話）→東地宏樹（第1029話『警察学校編』 - 、劇場版第25作）
刑事部捜査一課強行犯三係の刑事。階級は不明。なお、現在の年齢が28歳と推定されている佐藤美和子の一歳上で、彼女からは「さん」付けで呼ばれている。
「殺しても死なない」と評されるほどタフで、巨漢の被疑者を瞬時に確保する高い身体能力を持っていた。実年齢以上の老けた印象を同僚に感じさせる顔立ちで、いつも爪楊枝をくわえていた。
高木刑事の教育係を務めており、彼とは非常に仲が良く名前の読みも同じであることから、自分たちのことを「ワタル・ブラザーズ」と触れ回っていた。高木とは対照的に肉食系であり、恋人で英会話講師のナタリー・来間（ナタリー・くるま、声 - 茅野愛衣〈『警察学校編』〉）の自宅にも頻繁に泊まりに行っていた。
物語開始の1年前の2月7日、詐欺師を逮捕した直後、高木の目の前で居眠り運転の車にはねられ、死亡する。死の直前には婚約指輪をナタリーに渡すよう高木に託したが、伊達の死を知ったナタリーもまもなく後追い自殺してしまったため、その思いは果たされなかった。高木が普段使っている黒い手帳は、伊達の遺品である。
降谷零（安室透）とは警察学校時代の同期で、長らく音信不通ながらも互いに気にかける友人同士だった。当時の零については、「自分の成績はいつも2番」「頭も体もアイツには一度も敵わなかった」と評しながらも、同時に零が自分の力を過信し、無茶をしがちであることを心配しており、高木にも「刑事といえど命は一つ、そいつの張り所を間違えるな」と忠告していた。伊達の死により警察学校組の生存者は降谷一人となった。

諸伏 景光（もろふし ひろみつ）
声 - 緑川光 / 金元寿子（幼少時代）
公安部の警察官。階級は不明。長野県警の警部諸伏高明の実弟だが、少年時代に両親が死去して東京の親戚に引き取られたために疎遠（メールのやり取りはしていた）になっており、高明は後になって弟の公安への配属を知り、潜入中の落命も察した。
警察官になってからは顎ひげを生やしていた。かつて降谷零（安室透）と共に黒ずくめの組織へ潜入捜査を行い、その際に組織ではスコッチというコードネームを与えられていた。
ベースが得意であり、偶然出会った世良に弾き方を教えていた。降谷のことは「降谷」や「零（）」と呼んでいた。
組織内では狙撃手として、降谷や同時期にFBIから潜入していた赤井も含めた3人で共に行動していた。物語開始の2、3年前の12月7日、正体が露見したことで赤井に追い詰められ、公安の情報を知られないよう、赤井から奪った拳銃で胸ポケットに入った自身の携帯電話ごと心臓を撃ち抜き、自殺した。降谷はこの一件に関する誤解が原因で赤井を殺したいほど憎んでおり、赤井も景光の死に深い負い目を感じている。
2020年5月7日発売の雑誌『ダ・ヴィンチ』2020年6月号で実施された「読者にしあわせを与えてくれたキャラ」ランキングでは12位を獲得した。

### 神奈川県警
横溝 重悟（よこみぞ じゅうご）
声 - 大塚明夫
刑事部捜査一課の警部。35歳。静岡県警の警部横溝参悟の双子の実弟。兄との仲は良好である。
参悟とは顔や声が瓜二つだが、髪型は坊主で、兄と比較すると目付きが鋭い。また性格も正反対で、温厚な参悟とは対照的に口調も性格も荒っぽく直情的な部分が目立ち、犯人に肘打ちの制裁を加えたり、自殺を図った犯人をラリアートで制圧したりしたことがある。しかし、倒れた蘭を病院に運んだり、子供を爆発から身を挺して守ったりと、根は弱い者を守り悪を憎む正義漢であり、地元のチンピラなどからは「横溝のダンナ」と呼ばれ、敬われている。
兄とは逆に小五郎のことは胡散臭く思っており、「眠りの小五郎」を「煙の小五郎」と呼び間違えている。子供にも厳しく、少年探偵団のこともうるさい子供の集まり程度にしか見ていなかったが、何度かの事件を経て多少は見直すようになり、コナンの賢さを認識するようになった。また、話が進むごとに探偵を軽視する傾向は薄まっている。
自称・倹約家で、部下と飲みに行く時は常に割り勘とのこと。幼少時代は参悟と同様に水が苦手だったが、親友である井田巌（いだ いわお）の父に泳ぎを教えてもらったため、現在は克服済み。ブラックコーヒーを好む。
部署は違うものの部下である萩原千速に気があるようで、彼女を「千速」と呼んでいる他、彼女と食事に行く恩を売るため、捜査中の彼女の交通違反を見逃している。
探偵団や園子との初対面は原作とアニメで異なる。劇場版での登場は参悟よりも先である。
名前の由来は、参悟の名前を数字に変えての掛け算の答え（3×5=15）。その駄洒落のようなネーミングを高木刑事に笑われたこともある。
萩原 千速（はぎわら ちはや）
声 - 田中敦子（第1098話 - 第1116話）
交通部第三交通機動隊の女性白バイ隊員で、小隊長を務めている。階級は警部補。31歳。警視庁の警備部所属の警察官だった弟の萩原研二はすでに他界している。
蘭からは「女神様みたいな綺麗な人」と評されている。定員外乗車といった交通違反や公道でのストッピーにウィリーなどを平然とやってのけ、それを部下や上司である横溝から咎められても「処分は受けるつもり」と言い切る豪胆な性格。抵抗する被疑者の顔面をバイクの前輪で殴る過激な一面もある。バイクのテクニックに関しては、上述のストッピーやウィリーの他に、コナンを助けるため彼のスケボーをジャンプ台にして飛び上がるなどかなりのものである。
部署は違うが、横溝のことを「重悟」と呼んで親しくしている。また、コナンに関しては、弟の無念を晴らした恩人であることをニュース映像を通して知っており、彼の推理に信頼を寄せている。さらに「眠りの小五郎」の正体にも気付いているようで、推理ショーの後、小五郎ではなくコナンを労っている。

### 群馬県警
山村 ミサオ（やまむら ミサオ）
声 - 古川登志夫 / 村瀬迪与（幼少時代）
刑事部捜査一課の警部補→警部。年齢は不明。
初登場時は新米刑事で、後に警部に昇進。「〜しちゃったりしちゃう」、「〜しちゃってくれる」というような口調が口癖。重度のドジであることに加え、記憶力や推理力も低いため、「ヘッポコ刑事（警部）」と呼ばれている。鳥取県八頭町在住の祖母・山村ミサエ（やまむら ミサエ）がいる。
基本的には明るくひょうきんな性格だが、事件発生によって休暇が無くなってしまった際に不機嫌な表情を見せたり、子供相手にムキになって怒ったりと、感情的になりやすい。見当違いな推理を披露するだけでなく、周囲の足を引っ張り事態を余計に悪化させてしまうこともある。幽霊や妖怪の類は苦手だが、妖怪になぞらえた事件を担当・解決することが多いため、「妖怪ハンター」を自称している。
有希子の大ファンで、彼女が主演した刑事ドラマを見て刑事を目指したとのこと。刑事ドラマにかぶれて「山さん」を自称したこともある。少年時代の友人だった諸伏景光との約束も、刑事になった理由である。
作中で唯一、コナンの推理ショーで探偵役をさせられた警察関係者。他の探偵役と異なり、眠っている間の記憶が無いことに違和感を覚える様子は見られず、自力で解決したと認識している。小五郎のことを慕っており、「名コンビ」を自称しているが、当の小五郎からは「（山村以外の）群馬県警は他に居ないのか」と迷惑がられている。小五郎と組んで解決した事件の犯人検挙率が100パーセントであることを誇っているが、コナンには「それ以外はダメってことね」と突っ込まれている。
名前の由来は、推理作家の山村美紗。作者がアニメで担当声優の古川登志夫の演技を気に入ったことから準レギュラーとなり、「高校時代の同級生に暗所閉所恐怖症がいた」など古川の演じたキャラクターと馴染みのあるキャラクター（毛利小五郎の初代担当声優である神谷明が演じた面堂終太郎）のネタも使われている。

### 長野県警
大和 敢助（やまと かんすけ）
声 - 高田裕司
刑事部捜査一課の警部。35歳。
かつて、ある事件の捜査中に雪崩に巻き込まれ、目元を長く縦断する傷で左目を失明した上に足腰も痛めたため、現在は隻眼となり杖をついて捜査を行っている。その状態でも力仕事を行ったり、機動隊用のライオットシールドを用いたりすることができる。口調が乱暴であることに加え、物騒な意味合いの言葉を好んで使うことから誤解されることが多く、阿笠と灰原には初対面時に黒ずくめの組織の一員と勘違いされた。敏腕で頭も切れ、作中で「名探偵」と称されている人物とも遜色のない推理力の持ち主であり、諸伏と共に見習いの頃に関わっていた事件の捜査では、当時の警察関係者が犯した重大なミスの発覚に行き着いたこともある。「眠りの小五郎」を牛耳っているのはコナンであると見抜いており、事件現場に彼が居合わせていることを知ると捜査に参加させる。難事件に直面した際もコナンの力を借りるために迎えに行くなど、彼の推理力や洞察力・観察力を深く信頼しており、小五郎のことは単に保護者と見なしている。
諸伏とは小学生時代からの同級生でライバル関係だが、対抗心が空回りして冷静さを欠いてしまい、ほとんど勝てたことがないとのこと。
部下の上原由衣刑事とは幼なじみで互いに特別な感情を抱く仲。その性格から素直になれない部分があるが、遠回しに優しい言葉をかけることも多い。捜査時も相棒として息の合った活動を見せる。

上原 由衣（うえはら ゆい）
声 - 小清水亜美
刑事部捜査一課の女性刑事。階級は巡査部長。29歳。
大和や諸伏とは幼なじみ。大和のことは幼少時から「敢ちゃん」と呼び、お互いに特別な感情を抱いているが、現在は大和が上司でもあるので仕事中は彼からたしなめられることが多い。かつて、長期間行方不明となっていた大和のことを死んだものと勘違いして結婚し、嫁ぎ先の「虎田」の姓を名乗るようになる。結婚と同時に退職するが、虎田家で起こった連続殺人事件で夫の義郎を亡くして未亡人となり、事件解決後に大和の勧めに応じて旧姓の「上原」を再び名乗って復職した。
優秀な刑事だが大和や諸伏には一枚劣るようで、ある事件の報告書に存在した記述ミスが示す重大な意味には気付けなかった。蘭や和葉同様にホラー関係は苦手。武田信玄の「風林火山」を恋に引用する言動は蘭や和葉に影響を与えている。愛車はホンダ・インスパイアでナンバーは「新野300 ま215」。
諸伏 高明（もろふし たかあき）
声 - 速水奨 / 岡本信彦（幼少時代）
刑事部捜査一課の警部。35歳。両親と、東京の親戚に引き取られて後に警視庁公安部所属の警察官となった弟の諸伏景光（）はすでに他界している。
小学校時代から名前の「高明」を音読みにした「コウメイ」とあだ名され、警察官となった現在の通称は「所轄のコウメイ刑事」。同じ長野県警の大和敢助警部と上原由衣刑事とは幼なじみの間柄。愛車はシトロエン・CXでナンバーは「も 624」。
東都大学法学部を首席で卒業した後、キャリア試験を受けずにノンキャリアで長野県警本部に配属。捜査中に行方不明となった大和を見つけようとするあまり、上司の命令を無視して強引に事件を解決したことから、所轄の新野署へ異動させられたが、後に自力で本部へ復帰した。コナン（新一）や平次のように推理に集中すると周りが見えなくなる傾向があり、単独行動に出て犯人に殺されかけたこともある。
穏やかな口調で話し、『三国志』で賢人たちが教訓として残した言葉や中国の故事を頻繁に引用する。立っている際に腕を後ろで組むのが癖。大和とは小学生以来のライバルであるが、諸伏が勝利することの方が多いとのこと。小学生時代の諸伏たちをモデルにした小説『2年A組の孔明君！』は、諸伏の同級生だった作家の小橋 葵（）の著書であり、蘭も読んだことがある。コナンのことは幼少期の高明自身および彼をモデルにした『孔明君』の主人公と重ねて見ており、「諸葛孔明のような軍師」「白眉の少年」と高く評価している。
東都大学の在学中に弟と一度会っており、その際には警察に入る前の学生時代の降谷とも会っているため、小五郎から送られてきた動画に写っている「金髪の男（=安室透）」が降谷であることと、彼が弟の携帯電話を警視庁に届けた人物であることも見抜くが、再会した際には初対面を装っていた。
2020年5月7日発売の雑誌『ダ・ヴィンチ』2020年6月号で実施された「読者にしあわせを与えてくれたキャラ」ランキングでは14位を獲得した。

黒田 兵衛（くろだ ひょうえ）
初登場時のみ長野県警所属。後に警視庁捜査一課へ異動。

### 静岡県警
横溝 参悟（よこみぞ さんご）
声 - 大塚明夫
埼玉県警刑事部捜査一課の警部→静岡県警刑事部捜査一課の警部。35歳。神奈川県警の警部横溝重悟の双子の実兄で、階級も弟と同じ。
初登場時は埼玉県警察所属だったが、異動して静岡県警察所属となる。小五郎を純粋に尊敬しており、毎回彼の名推理に期待を寄せている。性格は温厚だが、やや早とちりな傾向がある上「眠りの小五郎」を信奉しすぎるため、普段の小五郎の的外れな推理も真に受けてしまうことがある。
髪型が名前通りサンゴの形をしているが、まったく泳げないカナヅチ。口調は丁寧だが、やたらと抑揚を付けて大声で話す。また、取り調べなどで人に話しかける際、鼻先まで顔を近付ける癖がある。悪筆であり、小五郎から警察手帳に書いてあるメモの文字が汚いことを指摘されていた。腕力は強く、コナンたち少年探偵団4人（合計約 93 kg）を持ち上げたことがある。
幽霊や妖怪の類が大の苦手で、平次に「群馬県警のヘッポコ（山村）と変わらない」と呆れられた。
道府県警で最初に本編に登場した刑事で、アニメオリジナルエピソードへの登場回数も多い。
名前の由来は、横溝は推理作家の横溝正史。

### 大阪府警
服部 平蔵（はっとり へいぞう）
声 - 小山武宏（第77話 - 第712話、劇場版第10作 - 第17作）→山路和弘（第966話 - 、劇場版第21作 - ）
本部長。階級は警視監。服部平次の父。静華の夫。父親（平次の父方の祖父）も警察官であり、寅倉家執事の古賀 陸重（こが りくしげ、声 - 城山堅）が同期であった旨を語っている。
国家公務員I種（以前は甲種）をパスしたキャリア組。大阪府寝屋川市在住。
剣道の腕は一流で、平蔵の旧友で元警視庁捜査一課警視の鮫崎島治（さめざき とうじ）は、「剣道の試合ではとても歯が立たなかった」と評している。慎重で寡黙、冷静沈着な性格。幼馴染の遠山銀司郎とは違い、冗談がまったく通じない強面だが、妻の静華には頭が上がらない。かなりの切れ者であり、推理力・観察力は息子をしのぎ、新一と同様に平次も父にはまだ勝てない。
普段は細目だが、激高する際や、重要な要件を告げる際には片目を見開く。
本部長室には老子の言葉である「天網恢恢疎にして漏らさず」の元の漢文「天網恢恢疎而不失」の額が飾られている。
名前の由来は時代小説『鬼平犯科帳』の主人公である長谷川平蔵。

遠山 銀司郎（とおやま ぎんしろう）
声 - 佐古正人（第118話）→小川真司（第263話、劇場版第10作 - 第17作）→てらそままさき（第966話 - 、劇場版第21作 - ）
刑事部長。階級は警視長。年齢は不明。遠山和葉の父。
服部平蔵とは幼馴染の親友で、平蔵から右腕としても信頼を寄せられている。
平蔵とは対照的に冗談好きで、大滝警部からは「遠山のおやっさん」と呼ばれ慕われている。部下に殺害されそうになった男が彼を殴ろうとした際にはその部下を庇うなど、義理堅い一面を持つ人情家。平次の母の静華と同じく娘の和葉には甘い。愛車は日産・セドリック Y34型。
名前の由来はテレビ時代劇『遠山の金さん』の主人公である遠山金四郎。

大滝 悟郎（おおたき ごろう）
声 - 若本規夫 / 小野坂昌也（少年時代）
刑事部捜査一課強行犯捜査係の警部。年齢は不明。
服部平次と親しく、「平ちゃん」「大滝ハン」と呼び合う仲。坊主頭で右眉に古傷を持つ強面だが懐の広い気さくな人物で、府警幹部である服部平蔵や遠山銀司郎の最側近とも言える存在。頼まれると断れない性格で、たびたび平次やコナンに情報を流しており、平蔵からも事件解決のため平次を送るように頼まれることがある。出身校は長谷川商業高校で、野球部に所属して地区予選ベスト8まで勝ち進んだ経歴の持ち主。好きな物は野球とたこ焼き。

### 京都府警
綾小路 文麿（あやのこうじ ふみまろ）
声 - 置鮎龍太郎
刑事部捜査一課の警部。28歳。公家出身で、それを匂わせる顔立ちに上品な京都弁を使うことから、あだ名は「おじゃる警部」。白鳥警部とは同期（キャリア組）であり、周囲からライバル関係とみなされることもある。
劇場版オリジナルキャラクターとして第7作『迷宮の十字路』に初登場。以後3作品への登場を経て、白鳥警部同様に原作本編にも登場するようになった。また、テレビアニメには劇場版第17作『絶海の探偵』のプレストーリーである694話「消えた老舗の和菓子」で初登場している。
「一番の親友」としてシマリスの「マロちゃん」を飼っており、散歩と称しては肩に乗せて連れ歩いているため変人扱いされており、同期の白鳥には煙たがられている。

### 北海道警
西村 京兵（にしむら きょうへい）
声 - 花田光
刑事部捜査一課の警部。年齢は不明。強面で無精ひげを生やしており、スーツのネクタイを緩めてジャケットのボタンを外している。
原作では1度しか登場していないが、劇場版では第7作『銀翼の奇術師』と第27作『100万ドルの五稜星』に登場している。
小五郎の推理能力には懐疑的な姿勢を取っていたが、小五郎が北斗星の事件を解決したことになっていたため（実際に解決したのは優作）、『100万ドルの五稜星』では小五郎達に協力的になっている。

## 日本国外の捜査・情報機関

### CIA
水無 怜奈（みずなし れな） / 本堂 瑛海（ほんどう ひでみ） / キール
声 - 三石琴乃
CIAの女性シークレット・エージェントで、「水無怜奈」を偽名として黒ずくめの組織への潜入捜査を行っており、その際に与えられたコードネーム「キール」として活動している。表の顔は日売テレビに勤務する人気女性アナウンサーだったが、後述のバイク事故で意識を失って昏睡状態が続いていたため、コナンの計らいで休職期間を経て退職した。本堂 瑛祐（ほんどう えいすけ）という実弟がいる。父親のイーサン 本堂（いーさん ほんどう）は既に亡くなっているが、同じくCIAの諜報員で、彼も黒ずくめの組織への潜入捜査を行っていた。母親は10年前に亡くなるまで奥平 角蔵（おくだいら かくぞう）という人物の家で住み込みの家政婦をしていた。
黒ずくめの組織への潜入捜査中に自らのミスによって正体が発覚しかけるが、父のイーサン本堂が水無怜奈によって殺害されたと偽装して自殺したことによって危機を免れる。さらに、「CIAのスパイ（イーサン）を始末した」という功績を「あの方」に認められて組織からコードネームを与えられ、幹部のジンらと共に暗殺や取引を行える地位にまで昇進する。
優秀な諜報員だが、衣服に発信機が取り付けられていることに気付かずイーサンが死亡する原因を作ってしまったり、ジン達の前でCIAの常套句を呟いてしまったりと、詰めの甘い部分もあり、ベルモットに「NOCではないか」と疑われた。
弟の瑛祐が自分への接触を図ったことから、毛利小五郎にその保護を要請しようと考え、他愛ないイタズラに巻き込まれたことを機に沖野ヨーコ経由で小五郎達と面識を持つ。黒ずくめの組織が企てた衆議院議員候補・土門康輝の暗殺計画を実行中にFBIに追い詰められ、運転していたオートバイごと転倒して全身を強打、意識不明の重体に陥りFBIの監視下にある病院に入院した。その後意識は回復するが、瑛祐が病室を訪れるまで昏睡状態を装いながらコナンや赤井らと手を組み、瑛祐にFBIの証人保護プログラムを適用させる見返りとして情報をFBIに渡すという取引を交わして、組織に再び潜入した。スパイ疑惑を組織に持たれて赤井の抹殺を命じられるが、これを予測していたコナンの計画に従って偽装工作を行い、組織からの信用回復に成功した。
劇場版『純黒の悪夢』では、キュラソーが警察庁から盗んだNOCリストによって諜報員であることが露見しかけ、降谷零と共にジンに殺されかけるが、コナンと赤井の機転によって一命を取り留める。その後、諜報員の嫌疑は誤認ということにされ、引き続き組織に残留することになった。
水無怜奈の名の由来はMiss.007（水=Miss.、無=0、怜=0、奈=7）。

イーサン・本堂（イーサン・ほんどう）
声 - 小山力也
諜報員。日系2世のアメリカ人で、本堂瑛海（水無怜奈）・瑛祐の父。
30年前にCIAへ入局して3年後に日本へ入国し、結婚した。同じくCIAの娘・瑛海や仲間のバーニィ（Barney）と共に組織への潜入捜査を行っていたが、4年前に瑛海の正体が組織に知られることを防ぐため、彼女によって銃殺されたと偽装して自殺した。
諜報員としては優秀であり、組織への潜入中にはボスへ直接メールを送ることもあった。

### MI6 (SIS)
メアリー・世良（メアリー・せら）
声 - 田中敦子（第760話 - 第1046話、劇場版第24作）→本田貴子（第1144話 - ）
MI6に所属している女性エージェントで、赤井秀一、羽田秀吉、世良真純の三兄妹の母。実年齢は53歳前後。イギリス人。「世良」は旧姓であり、夫の赤井務武との結婚から真純が生まれるまでは夫の姓に改姓し、赤井 メアリー（あかい メアリー）としてイギリスに籍を置いていた。また、宮野エレーナの実姉であり、彼女の実子である宮野明美、宮野志保（灰原哀）の伯母にあたる。
黒ずくめの組織の暗殺対象となり、ロンドンのヴォクスホール・ブリッジで務武に変装したベルモットにAPTX4869を飲まされた結果、コナンや灰原同様に幼児化してしまう。この時、コナンや蘭たちがイギリスを訪れており、その際テレビ中継で偶然映ったコナンの姿を見て10年前に日本で出会った少年・工藤新一を思い出し、即座にMI6に調査させたことで新一の幼児化の可能性も半ば見抜く。組織に生存が知られると再び狙われると考え、新一の幼児化の真相を確かめて幼児化対策を講じるために、娘の真純と共に日本で「黒ずくめの組織」の陰謀を追っている。本人は幼児化させられたことを「不覚をとった」と悔やんでおり、元の体に戻った暁には反撃に転じる意思を示している。日本に帰国してからもベッドで横になっていたり、時折咳をしたりしているが、本人は「薬を飲まされたことの影響」と分析している。
日本に帰国した後も真純と行動を共にしており、コナンから素性を聞かれる場合を想定し、その際には「領域外の妹」と告げるよう真純に指示を出している。10年前の出来事を思い出したコナンは、「彼女は自分と同じようにAPTX4869で幼児化したのではないか」と推測し、さらに「領域外の妹」に込められた意味を解き明かして彼女がMI6であることに辿り着いた。
巻き毛とショートヘアと目の隈が特徴。コナンは当初世良に顔立ちが似ていると思っていたが、後に灰原に似ていることにも気付く。娘の真純が他人から貧乳であることを指摘される度に「母さんも巨乳だった」と言い張っている通り、幼児化以前のメアリーは抜群のプロポーションの持ち主だった。現在の外見は中学生程度で小柄だが、子供の演技をすることはない。頭脳明晰かつ冷静な分析力を持ち、さらには命綱を付けて自力でベランダの裏にしがみつくほどの身体能力や高度な格闘術も持ち合わせているほか、簡単な爆弾なら不具合で起動しなかったように細工もできる。コナンが落とした蝶ネクタイ型変声機を使いこなし、コナンの代わりに小五郎の推理ショーを披露したこともある。
真純からは「ママ」と呼ばれている。真純から「体を元に戻す薬があるかもしれない」と伝えられた際には、薬の開発者の特定とコナンからの薬の奪取を真純に指示したが、コナンに見抜かれ失敗した。
秀吉の棋士活動を応援しており、彼が将棋タイトル七冠を達成した際には笑顔を見せているが、連絡は絶っている。
赤井 務武（あかい つとむ）
声 - 山寺宏一
メアリーの夫で、妻同様に諜報捜査官。秀一、秀吉、真純の3兄妹の父。口癖は「50:50（フィフティ・フィフティ）」で、妻のメアリーや息子の秀一にもその口癖が移っている。
羽田浩司の父親が友人で、依頼を受けて浩司の死の真相を探っていたが、黒ずくめの組織が絡んでいることを知ると、危険性を察知して家族を日本に送り、自身は生死不明となる。その後も遺体が発見されていないことから、秀一は生存の可能性も考えている。
なお、声優が山寺に決まったのは、原作者の指名によるものである。

## 学校

### 帝丹高校
工藤新一、毛利蘭、鈴木園子が在籍する高校。

#### 生徒（帝丹高校）
世良 真純（せら ますみ）
声 - 日髙のり子
蘭たちのクラスに転校してきた女子高生探偵。赤井秀一と羽田秀吉の妹で、彼らをそれぞれ「秀兄（）」「吉兄（）」と呼んでいる。日本人の父赤井務武とイギリス人の母メアリー・世良をもつハーフ。宮野エレーナがメアリーの妹であるため、エレーナの娘である宮野明美・志保（灰原哀）姉妹とは母方の従妹に当たる。
本編の3年前からイギリスに住んでいた。生死不明の父を除いた家族は母と2人の兄で、長兄・秀一については亡くなったと聞かされている。母のメアリーがロンドンで謎の組織に毒薬を飲まされ幼児化し、同じタイミングでイギリスへ来ていたコナンがテレビ中継で偶然映った姿を見て、10年前に日本で出会った少年・工藤新一を思い出し、メアリーが即座にMI6に調査させたことで新一の幼児化の可能性に至り、メアリーの幼児化対策を講じるために共に日本へ帰国。現在はメアリーと共にホテルを転々とする生活を送っている。次兄・秀吉とは連絡を取り合っているが、彼の職業については知らない。
笑ったときに見せる八重歯と目の隈が特徴。人当たりが良く社交的で、性格・容姿とも明るくボーイッシュであり、本人はこの性格を「昔、全然笑わなかった人（秀一）をなんとか笑わせてやるために培われたもの」だと称している。一人称は「ボク」。基本的にタメ口で男言葉を使うことが多く女言葉や敬語を使うことは少ない。また、短気で喧嘩っ早い部分も目立ち、怒ると口調も荒っぽくなって二人称が「てめえ」になることもある。一方で友人の言動に傷付きやすい面もある。
私服は基本的に男物を着用し、女性的なファッションには無頓着。ただし女性用水着には興味を持っており、ビキニを着用したり、マイクロビキニへの憧れを見せたりしている。秀一の影響で帽子を被ることも多い。中性的な顔立ちと細身の体格から男性に間違えられることが多く、本人も男性として見られることに対する抵抗感は少ないが、貧乳であることだけは気にしており、そのことを指摘されるたびに「母さんも巨乳だったから、これから大きくなる予定」と言い張っている。
探偵としての推理力は、基本的にはコナン（新一）や平次といった他の高校生探偵にも引けを取らないが、冷静さを欠く面も少なくないため、時折誤った推理をすることがある。長兄である秀一の影響でたしなんでいる截拳道の使い手で、強さは空手の達人である蘭とほぼ互角。探偵としての調査や事件の推理について、やや遊び感覚で捉える面があり、事件が起きてはしゃいでいた所を目暮警部に咎められたことがある。親しい間柄の人間を危険に晒す者には容赦せず、場合によっては殺害も辞さない非情な面も持ち合わせており、毛利探偵事務所に籠城した犯人を警視庁特殊部隊 (SAT) に射殺させようと誘導したり、コナンを攫って逃走した犯人の顔面をバイクの後輪で殴り飛ばしたりと、過激な行動を見せる。
イギリスからの帰国後にバス内でコナン達と出会い、その後に起きた事件を経て帝丹高校に編入する。当初は蘭や園子から「世良さん」と呼ばれていたが、園子の提案で「世良ちゃん」と呼ばれるようになった後、修学旅行の頃にはクラスの女子からも「世良ちゃん」と呼ばれるようになった。あまりにもコナンのことに興味を持っているため、園子にはショタコンだと思われている。
10年前に新一と出会った際に彼のことを「魔法使い」と呼ぶようになり、イギリスから帰国後はコナンのことも「魔法使い」と心の中で呼び、コナンが新一であることを徐々に確信していく。眠りの小五郎の推理もコナンによるものだと気付いており、園子が眠らされた際には小五郎の代役であると見抜き、隠れているコナンに呼びかけるように「推理クイーン君」と呼んでいた。また、灰原に対しては初対面以前から高く関心を示している描写が見られ、ベルツリー急行で対面を果たした後、難解な熟語を使用する彼女を問い詰めている。新一と一緒に蘭とも10年前に出会っており、10年ぶりの再会となった当初は「君は思っていた以上に手強い」と評したが、以降は親友として接するようになる。平次にも初対面時には関心を寄せ、修学旅行では彼がコナンの正体を知って協力していることも、おおむね推測するまでに至った。秀一の変装である昴に対しては、初対面時こそ警戒心を持っていたものの、その後の彼の言動から昴と秀一を重ねることとなった。
秀一の死についての経緯は不明ながら知っており、彼に変装したバーボンやベルモットと遭遇した際には驚きを隠せず、ベルツリー急行での事件以降、その行方について情報を集めるようになる。ベルモット達にも障害として警戒されており、シェリー奪還作戦においても真純の排除を待って作戦が遂行されている。シェリーの顔を見た際には思い当たるような表情を浮かべたが、その関係は不明。なお、秀一の仲間であるジョディは真純が誰かに似ていると考える描写があり、同じくキャメルは真純とどこかで会った覚えがあると感じているが、二人とも真純が秀一の妹とまでは思い至っていない。
愛用のバイクはYAMAHA XT400E Artesiaで、ナンバーは「新宿・5-31」。
「探偵甲子園編」にゲストキャラクターとして登場した越水七槻（こしみず なつき）の反響が大きかったことから、「じゃあ究極のボクっこ出してやるよって」と考えた青山が新たに考案したキャラクターである。七槻は同編のラストで出頭して刑に服することとなったため、すぐに再登場させて探偵活動を描くのが難しかったことから、代わりのレギュラーキャラクターとして真純が新たに設定されるに至った。
2020年5月7日発売の雑誌『ダ・ヴィンチ』2020年6月号で実施された「読者にしあわせを与えてくれたキャラ」ランキングでは18位を獲得した。

本堂 瑛祐（ほんどう えいすけ）
声 - 野田順子
水無怜奈（本堂瑛海）の実弟で、イーサン・本堂の息子。17歳。蘭・園子からは「瑛祐君」、コナンからは「瑛祐兄ちゃん」、瑛海からは「瑛ちゃん」と呼ばれている。
母が10年前に亡くなるまで住み込みの家政婦をしていた奥平家で育ち、その後大阪で働いていた父に引き取られた。蘭達のクラスに転校生として一時期在籍していた。
中性的な容姿で、丸眼鏡を着用している。ドジっ子で人や物にぶつかることが多く、さらには「神様に嫌われているとしか思えない」と自ら称するほどの不幸体質。一見すると愚鈍な印象を受けるが、コナンからは何か企んでいることを見抜かれており警戒されていた。蘭や園子ら同級生の前では軽い敬語を使って話すが、怜奈の前では興奮から荒っぽい口調を用いた。
幼少期に白血病を患い、骨髄移植でHLAを移植した際に血液型がO型からAB型に変わった。このため、母子手帳などではO型とされているが、現在の血液型はAB型である。その後、交通事故でAB型の瑛海からの輸血が可能となったが、本人はこの事実を知らなかった。
父と姉がCIA諜報員という事実は知らされておらず、失踪した姉を探し回り容姿が酷似していたアナウンサー・水無怜奈を追っていた。瑛海はFBIとの協力関係を結ぶ条件として、瑛祐に証人保護プログラムを適用し、組織から守るように赤井に頼んでいたが、瑛祐本人はこれを拒否している。
蘭には初対面時から一目惚れしていたらしく、コナンと2人きりになった際に告白するつもりと話したところ、彼から新一であることを明かされた。その後は父や姉と同じくCIAに入るため、アメリカに留学すると告げて帝丹高を去った。

会沢 栄介（あいざわ えいすけ）
声 - 関智一（第361話）→菅沼久義（OVA第9作）→外崎友亮（第927話 - ）
2年B組の生徒で、新一や蘭の同級生。
サッカー部に所属している。「赤と黒のクラッシュ」では直接登場しないものの、入院していた中道を見舞いに杯戸中央病院を訪れていたことが語られており、このときの会話に漢字表記は違うが同じ「えいすけ」という名前で出てきたことから、コナンは瑛祐が杯戸中央病院に潜伏していることを見抜いた。
修学旅行では新一・蘭・園子・真純・中道とは違う班のメンバーだったが、ホテルでは新一と中道の部屋で同級生たちとトランプに興じていた。事件に直接関わることはなかったが、新一と蘭の関係進展には強い関心を抱いていた。
中道（なかみち）
声 - 山崎たくみ（第361話）→坪井智浩（第496話 - 第500話）→福島潤（OVA第9作）→松本健太（第927話 - ）
2年B組の生徒で、新一や蘭の同級生。フルネームは不明。
サッカー部に所属している。つい調子に乗ってオーバーヘッドキックを放とうとして頭を打つことも多い。「赤と黒のクラッシュ」では、それが原因で杯戸中央病院に入院しており、水無怜奈の行方を追って病院に潜入した本堂瑛祐を自分の病室に匿っていた。
修学旅行では新一・蘭・園子・真純と同じ班のメンバーであり、事件にも関わった。

塚本 数美（つかもと かずみ）
声 - 桑島法子（第361話 - 第362話）→倉田雅世（第592話 - ）
3年の女子高生。18歳。
クールな目つきとショートヘアが特徴。空手部の前主将で、現主将である蘭のことは「毛利」と呼んでいる。得意技は胴廻し回転蹴り。来年に受験を控えているため学校の図書館に通っている。

田代（たしろ）、日高（ひだか）
声 - ゆかな（第361話）→田澤茉純（第928話 - ）（田代）/ 愛河里花子（第361話）→川上彩（第928話 - ）（日高）
新一や蘭のクラスメイト。フルネームは不明。
田代は眼鏡をかけている。新一のことを「推理バカ」と認識しており、蘭に連れられてきたコナンに「推理バカになっちゃダメよ」「工藤君を小さくしたような生意気な顔」と言って、コナンを苦笑させている。
その後の原作では未登場だが、アニメでは修学旅行編にて、新一・蘭・園子・真純・中道とは違う班のメンバーとして登場した。新一と蘭の関係もにこやかに見ており、新一が途中で旅行から抜けたことを知って事件解決の詳細を真純から聞こうとしていた。

#### 教職員（帝丹高校）
新出 智明（あらいで ともあき）
声 - 堀秀行
卒業生の校医で、新出医院の医師。25歳。実母・新出 千晶（あらいで ちあき）は4年前に事故死しており、父・新出義輝（あらいで よしてる）を義母・新出陽子（あらいで ようこ）に殺害されたため、母方の祖母・新出ミツ（あらいで ミツ）と家政婦の保本ひかる（やすもと ひかる）と暮らしていた。高校時代はバスケットボール部に所属。
律義かつ面倒見の良い性格で、生徒たちからの人望も厚い。基本的には温厚でお人好しだが、目暮や小五郎が自分の家族に疑いの目を向けた際には堂々と反発した。自分に変装していた間の犯罪者らしからぬベルモットの行動から、彼女を悪人と思えないでいる。事件現場に出くわした際に検死を担当することもあるが、本人は「医者の使命は遺体の検死ではなく、被害者を救命して殺人者を出さないこと」と考えているため、その際は複雑な表情を見せている。
ベルモットには新出を殺害した上での変装を画策されていたため、FBIは彼を守るべく事故死を偽装し、証人保護プログラムの管理下に置いていた。学園祭の直後からベルモットに変装されていたが、彼女が正体を現して姿を消したため帝丹高校の校医に戻った。

2年B組担任
声 - 辻親八（第304話）→菅原淳一（第343話 - ）
新一や蘭たちのクラスである2年B組の担任教師。本名は不明。
眼鏡をかけた小太りの男性で、右眉の根元にイボがある。配慮の行き届いた人物であり、疲れた様子のジョディに声を掛けたり、修学旅行の後「訳あって事件に関わった事を伏せておきたい」という新一からの言伝を聞き、生徒たちへ口止めを指示したりしていた。
初登場時（単行本36巻File.11）はアシスタントによって描かれていたが、再登場（単行本42巻File.2）以降は作者によって描かれるようになった。

ジョディ・サンテミリオン (Jodie Saintemillion)
元・帝丹高校英語教師。正体はFBI捜査官のジョディ・スターリング。

### 帝丹小学校
コナンたち少年探偵団の5名が通う小学校。
小林 澄子（こばやし すみこ）
声 - 加藤有生子
1年B組の女性担任。26歳。
帝丹小18期卒業生でもある。結婚に伴って退職した戸矢（）先生に代わって赴任する。子供好きな優しい性格で児童たちからも慕われている。赴任当初は以前の学校での失敗から児童に厳しい表情で接したが、コナンや少年探偵団からの助言を得てからは本来の優しい教師に戻る。ミステリー好きで江戸川乱歩の大ファン。コナンら少年探偵団の活動を知ってからは「顧問」を自称しているが、探偵活動面ではさほど頼られていない。幼少期は女刑事に憧れていた。花粉症の気がある。鳥が苦手。
普段は眼鏡をかけているが、素顔は佐藤刑事によく似た美人。白鳥が警察官になるきっかけとなった人物であり、彼の初恋の相手でもある。白鳥と交際を開始してからは、彼に手作り弁当を渡したり、ホワイトデーに車一杯のプレゼントを返されたりするほどの仲になっている。

若狭 留美（わかさ るみ） / レイチェル・浅香（レイチェル・あさか）
声 - 平野文
1年B組の女性副担任。37歳。
普段はおっちょこちょいで頼りなさげに見せているがそれは演技で、犯人に対しては狂気を孕んだ不気味な表情を見せる。また、犯罪者の集団を1人で制圧したり、安室透を暗闇の中で気絶させたりするほどの格闘の腕を持っており、沖矢昴の武術を截拳道であると一目で見抜いている。また、事前に事件を察知してコナンを意図的にその事件に関わらせるように仕向けたり、事件解決のヒントを与えたりしたこともある。キャンティ、コルンに命を狙われた際には、囮として小林を銃撃させる手段を選ばない側面を見せた。一方、小林の天然ボケな言動に際して目を点にすることもある。
一過性の黒内障を患っており、時折右目が盲目になる。コナンからはラムの候補の一人として警戒されていたが、灰原からは好意を持たれている。また、「名前に『烏（）』の文字がつく人物」については「黒っぽくて狡猾で徒党を組んで行動する近寄り難い人」というイメージを持っている。APTX4869についても、開発者が宮野エレーナであることを知っているほか、彼女を「ヘルエンジェル」と呼び、彼女の娘2人のことも知っている。
正体は17年前までアマンダ・ヒューズのボディガードを務めていたレイチェル・浅香。父もアマンダのボディーガードを務めており、両親が立て続けに死亡した後、父の後を継いでアマンダに雇われることとなった。17年前の羽田浩司殺害事件の際は、チェスの大会に来ていた羽田に会うためにホテルに宿泊していたアマンダに帯同していた。浅香はアマンダが殺害される間羽田に匿われ、お守りとして将棋の駒を渡された。ラムが去った後、公安警察の黒田兵衛に連れ出されラムをはじめとする黒ずくめの組織の追跡を受けるが、交通事故に遭遇した隙に黒田の前から姿をくらました。
17年前の事件の犯人を黒田だと勘違いしているようで、彼との再会時には彼を睨みつけていた。帝丹小学校に出前に来ていた脇田を目撃した時も、鬼のような形相を見せている。 一方で、身を挺して子供たちの安全を守る沖矢昴の姿を見て、彼の父親でもあるMI6の赤井務武が自分を庇って闘う姿を思い浮かべている。羽田から貰った角行の駒は今でも肌身離さず持ち歩いており、一度紛失した際には大きく動揺していた。
清水寺での事件後に新一の目撃情報が流れた際、黒ずくめの組織に関わる死亡者リストの中に「工藤新一」の記述を発見する。新一の隣人である阿笠の家に住んでいる灰原にも、新一と会ったことがあるかを尋ねていた。

東尾 マリア（ひがしお マリア）
声 - 白鳥由里（第460話 - 第942話）→松岡由貴（第1169話 - ）
コナン、灰原の後に転校してきた1年B組の女子生徒。
ツインテールと丸眼鏡が特徴。転校した直後は環境の変化に戸惑い、友達を作ることができずにいたが、小林先生の催した学級活動をきっかけにクラスに溶け込めた。関西弁で話すのが恥ずかしく、クラス内でほとんど話せずにいたが、灰原の助言を機に活動的になった。一人称は「ウチ」。
後に再登場した際には、登校してこなかった上に連絡も無かったことから、少年探偵団が自宅の様子を見に訪れるほどの騒動に発展したものの、実際は亡くなった祖父母の遺品を見ていた際に部屋に閉じ込められ、出られなくなったまま眠ってしまっただけであり、灰原たちに発見されて救助された。

植松 竜司郎（うえまつ りゅうじろう）
声 - 清川元夢（第112話 - 第889話）→辻親八（第1170話 - ）
校長。59歳。
アニメオリジナルエピソードや特別編にも姿を見せている。

### 京都泉心高校
大岡 紅葉（おおおか もみじ）
声 - ゆきのさつき
2年生。関西でトップクラスの財力を有する大岡コンツェルンの令嬢。祖父が元総理大臣であり、大岡家は鈴木財閥ほどではないが政財界にも権力を持ち、羽田秀吉が養子に行った東京の資産家である羽田家の主人とも深い縁がある。移動時は執事の伊織や大岡家使用人が運転する白のロールス・ロイスを使う。
百人一首の高校生チャンピオン。百人一首の団体「皐月会（さつきかい）」に所属している。タレ目の美少女で、茶髪と派手なネイルがトレードマークだが、ネイルは単なるオシャレではなく、競技かるたのために普段から指を傷めない配慮で着けている。また、蘭同様にかなりの巨乳でもある。典型的な京女で、誰に対しても常に京都訛りのおっとりとした敬語で話し、立ち居振る舞いも礼儀正しいが、気に入らない者にはにこやかな表情で嫌味を交えて毒付く強かさを持ち合わせている。一人称は「ウチ」だが、「私」を使ったこともある。
幼い頃にかるた大会で平次に負けた際、彼になだめられたことがきっかけで一途な恋心を抱くようになり、「未来の旦那さん」と呼ぶ。劇場版第21作『から紅の恋歌』の一件で平次と再会を果たしてからは、和葉を「葉っぱちゃん」と呼び、平次を巡る恋のライバル関係になっている。しかし、和葉の居ない所では彼女のことを気に掛けている。
競技かるたに携わることから耳が良く、伊織との電話越しに聞こえた小さな音を正確に認識し、それを根拠として推理を披露したこともある。集中力・精神力・記憶力・観察力・反射神経に優れているが、武道の心得などは無く、木屋町通に天狗の面を付けた男たちが走り回っていた際には、園子と一緒に涙ぐみながら怯えていた。
「平安時代から首都は京都」と自負しており、東京のことを「地方」と称する。信心深い面もあり、天狗に見立てた殺人を見た際には、「狐さんに化かされてんのとちゃうやろか」と不安な表情も見せている。
アニメでは、テレビシリーズに先駆けて『から紅の恋歌』から登場する。

沖田 総司（おきた そうし）
声 - 遊佐浩二
大岡紅葉の同級生で、剣道部員。
元は作者の別作品『YAIBA』の登場人物で、本作へはゲストとして登場。

### 杯戸高校
京極 真（きょうごく まこと）
声 - 檜山修之 / 瀧本富士子（幼少時代）
園子の彼氏。18歳。身長184 cm、体重79 kg。
3年生で空手部主将。現在は渡米中。通称「蹴撃の貴公子」、「孤高の拳聖」、次郎吉にとっては「世界最強の防犯システム」。左眉横に絆創膏を常に貼って古傷跡を覆っているが、絆創膏の裏には園子との写真が隠されている。
武士道精神を尊ぶ朴訥な青年。一人称は「私」で、誰に対しても敬語で話す。一方で、強者の存在を感知すると平静でいられなくなる旺盛な闘争心も持ち合わせている。生真面目で古風な価値観の持ち主でもあり、園子が露出の多い服装をしていると逐一注意する。
日本国内の高校生選手権大会を含む全世界公式戦で400戦連勝無敗を誇る空手の達人。腕にナイフが刺さったままの状態で犯人を倒したり、武器を持った50人以上のヤクザたちを素手で難なく全滅させたりするなど、蘭を上回る実力を持つ。日本には自分以上の強者がいないと悟ったため、現在は強者を求めて世界を武者修行中である。現状の戦績は無敗だが、園子に負けるところを見られないように、彼女には大会の場所や日時を教えていない。
視力が低いため普段は眼鏡を着用しているが、銃口の向きと引き金の動きを見て至近距離で発射されたライフルの弾を避けられるほどの動体視力の持ち主。戦闘能力や膂力は超人の域に達しており、走行中の車を素手で止めたり、ボウリングの球をあらぬ方向に投げて壁を砕いたりしたことがある。空手以外のスポーツは未経験で、演技は不得意。
夏休みは静岡県で「瓦屋旅館」を経営する実家を手伝う孝行息子。妹がおり、彼女に録画を頼まれたドラマ『赤いハンカチ』にはまっている。蘭によれば、女子のファンが多いとのこと。空手部の後輩である和田陽奈からも憧れられている。
空手の試合会場で蘭を応援する園子の純粋な姿を目にして、彼女に一目惚れする。その後、園子が実家の旅館に宿泊した際は、ストーカー扱いを受けることを覚悟の上で影ながら彼女を守っていた。犯人に襲われた園子を身を挺して守り、犯人を撃退。そこで園子に告白し、交際を開始した。
園子との男女交際を明確に意識し始めたのはバレンタインに彼女からチョコレートを贈られて以降。一途に園子を想っているため、ミーハーな園子がキッドなど自分以外の男を褒めると対抗心をむき出しにする。園子のためなら試合を放棄してでも帰国して彼女の元へ駆けつける。園子には、「生傷だらけの侍」というイメージを持たれている。
怪盗キッドとの対決では、磨き上げた観察力でキッドが園子に変装していたことを見破り。その功績によって、園子の家族から交際の公認を得ることになった。
2020年5月7日発売の雑誌『ダ・ヴィンチ』2020年6月号で実施された「読者にしあわせを与えてくれたキャラ」ランキングでは15位を獲得した。

和田 陽奈（わだ ひな）
声 - 小松未可子
2年生で、空手部所属の女子高生。17歳。
同じ2年生で帝丹校の空手部の蘭とは大会でよく会うことから友人関係にある。空手の実力は蘭を唸らせるほどで、蘭が優勝した都大会における決勝の対戦相手（準優勝者）でもある。ただし、蘭には一度も勝ったことはないため、日々特訓に励んでいる。
杯戸高校の先輩である京極真に憧れを抱いているため、彼が園子と付き合っていることはあまり良く思っていない節がある。
名前の由来は、青山剛昌ふるさと館で行われた「青山先生と話そうDAY!! 2015」でのフィーリングゲームで優勝した一般人女性。

### 杯戸小学校
澁谷 夏子（しぶや なつこ）
声 - 笠原留美
1年C組の担任を務める女性教師。28歳。
ジョディ・スターリングの親友で、アメリカ留学中に事件に巻き込まれたところを助けてもらった縁で知り合った。テストの採点をめぐる些細な誤解から保護者とのトラブルに巻き込まれて重体となるものの、無事に意識を取り戻した。ジョディが英語教師として帝丹高校に潜入する際にサポートしており、ジョディに日本語や訓令式ローマ字の表記なども教えている。

## 親族

### 工藤家
工藤 優作（くどう ゆうさく）
声 - 田中秀幸
工藤新一（コナン）の父。世界に名を響かせる推理小説家で、『闇の男爵（ナイトバロン）』シリーズなど世界的大ヒット作を多数生み出している。脚本家としてゲームシナリオの執筆や、アクション物『プレイ イット アゲイン』の書き下ろしも手掛けるなど、活躍ジャンルは幅広い。『緋色の捜査官』で初めて映画の脚本を手掛け、マカデミー最優秀脚本賞を受賞した。妻の有希子との馴れ初めは、自身が執筆した小説のドラマ版のヒロインを彼女が演じたことである。息子から「夫婦ゲンカは日常茶飯事」と言われているが、有希子との夫婦仲は今でも良好である。
仕事を多数抱える多忙の身であるが、時々原稿執筆中に無断で海外旅行に出かけることもある。茶目っ気がありイタズラ好きな面もある。人情味もあり、犯人に対してアフターケアを行ったり、良心に訴える形で自首を勧めたり、反省を促したりしている。
新一以上の推理力の持ち主であり、関係者などから情報を集めた程度で被疑者を特定できることも多い。新一をして「推理のことしか頭にない男」と言わしめるほどの推理オタクで、自宅には世界各国の推理小説が所狭しと並んでいる他、様々な事件の新聞記事を自宅にスクラップしており、朝に新聞を読む際にも事件の内容を独り言で推理している。若い頃から目暮警部の捜査に協力しているほか、ニューヨーク市警警部のラディッシュ・レッドウッド、スコットランドヤード、インターポールなど、様々な場所に顔が利く。初代怪盗キッドとは小説家として駆け出しの頃から何度も対決しており、その正体にも気付いている。
飛行機やモーターボートなど多数の免許を取得しており、拳銃も扱える。また、ポルトガル語を話せるなど語学も堪能であり、他分野においても高い実力を持っているが、ダジャレだけはコナンや有希子に「寒い」と呆れられている。
新一に対しては放任主義的な面もあるが、強い信頼関係で結ばれている。コナン（新一）が蘭のそばを離れたくない気持ちを理解しており、新一の幼少期から彼と蘭がお互いに好意を抱いていることも見抜いていた。それを察した上で新一の探偵としての信念も尊重し、危険を伴うことは承知の上で黒ずくめの組織壊滅のために活動することを認めている。
作品の出版が日本国外にも広がったため、物語開始時の3年前から拠点をロサンゼルスに有希子と共に移し、日本の自宅は新一に管理を任せていた（後に沖矢昴（赤井秀一）が居住）。しかし、新一が修学旅行に参加した際に起きた事件をきっかけに、消息不明となっていた新一の存在が世間に知られて組織の情報圏内にも入ってしまったため、有希子と共に帰国して情報の偽装工作を行う。さらに、秀一と共に組織のボスの名前を見抜き、息子を守るために黒ずくめの組織との戦いに決着が着くまで有希子と日本に留まることにした。その後はFBIと相互に協力関係を築いている。
ライバルの黒羽盗一は双子の兄だが、妻の有希子にもそのことは長らく話していなかった。優作の両親が離婚した際、兄・盗一は父親に、優作は母親に引き取られたとのこと。
モデルはコナン・ドイルの小説『シャーロック・ホームズシリーズ』の登場人物であるマイクロフト・ホームズ。名前の由来は、ドラマ『探偵物語』で主役の工藤俊作を演じた俳優の松田優作。

工藤 有希子（くどう ゆきこ）
声 - 島本須美
新一（コナン）の母で元女優。旧姓は藤峰（）で、女優時代は本名の藤峰 有希子（ふじみね ゆきこ）名義で活躍していた。37歳。幼少期を群馬県で過ごしたことがある。
帝丹高校出身で、小五郎や英理とは同級生。ドラマで坂本龍馬の姉・坂本乙女を演じた際に「乙女役にしては可愛すぎる」と評判になり、人気に火がつく。その美貌と演技力をもって19歳で数々の賞を受賞する天才女優として伝説を残したが、優作との大恋愛の末に結婚して20歳で芸能界を引退した。
夫同様にややイタズラ好きである上、情熱家かつ目立ちたがり屋。気さくで寛容な女性だが、高校生時代に「帝丹のプリンセス」と称されていたプライドゆえか「おばさん」呼ばわりされることを非常に嫌い、コナンが親戚のおばさんだと紹介した際には「お姉さん」と訂正させた。新一が幼児化したことを「自分まで若返った気分」と喜んでいる。新一のことは基本的に「新ちゃん」と呼ぶ。
様々な女優経験から、日本各地の方言をマスターしている。乙女を演じて以来龍馬の大ファンでもあり、現在でも時々土佐弁を使うことがある。アメリカ在住のため英語も堪能で、ピアノも弾ける。ニューヨークでの愛車はジャガー・Eタイプで、日本滞在時はレンタカーとしてアルファロメオ・アルファGTVに乗るほどの車好きであり、オートバイの免許も持ち、総じて運転技術は優れているが、平気でスピード違反を犯すこともある。
女優時代に日本の有名マジシャン・黒羽盗一にシャロン・ヴィンヤードと共に弟子入りした経験があり、自身や他人を別人に変装させることができる技術を持つ。自身の声色を変えること自体はできるが、師匠やその息子の黒羽快斗、ベルモットなどのように誰の声でも自由自在に出せる域には達しておらず、変声機を使用することもある。
優作との結婚後は女優業の第一線から退いたが、時折エッセイを書いたり、アメリカで現地のテレビ番組に推理作家の妻として出演したりするなど、表舞台への露出は継続している。アメリカでは「闇の男爵（ナイトバロン）」の作者・優作の妻であることから「闇の男爵夫人（ナイト・バロニス）」とも呼ばれており、テレビ番組に出演した際に難事件を解決したことから一躍有名になった。
コナンとの関係は、真実を知らない者（蘭、英理、警察、FBI関係者）には遠い親戚ということにしてコナンが新一であることを隠している。
阿笠から新一が幼児化したと聞かされた当初は、生命の危機に晒された息子を心配して連れ帰ることを望んだが、最終的には新一の覚悟や意志を尊重することに決め、その後もたびたび帰国しては、新一の様子を確認していた。灰原と共に一度尾行されて以降は、密かに工藤邸に留まって様子を窺っていた。そして、黒ずくめの組織に死んだはずの親友・シャロン（ベルモット）が関わっているという推理をコナンから聞かされると、自らも組織との戦いに協力することを選択し、以後も時々帰国して工藤家に住む秀一（昴）の変装具合などを確認しながら、必要があれば自身も変装してコナンのサポートに回っていた。ベルツリー急行の事件ではベルモットとも対峙した。その後、ほぼ自力で完璧にメイクできるまでに秀一の変装技術が上達したため、その確認で帰国する必要は少なくなったが、修学旅行の一件で帰国してからは、優作同様に事態の解決まで新一を助けるため再び日本に留まっている。
親友の英理とは高校時代に学園祭でミスコン対決を繰り広げたライバルで、現在でも張り合うことはあるものの仲は良好。蘭を幼少時から可愛がっており、蘭が息子の新一と両想いであることにも気付いている。さらに、修学旅行で新一が試作品の解毒薬を服用して一時的に元の姿に戻った際には、蘭から頬にキスされたことを聞いて2人の関係の進展を喜んでいる。
モデルは『ルパン三世』シリーズの登場人物である峰不二子。名前の由来はアニメ『ルパン三世（第1シリーズ）』で不二子の声優を務めた二階堂有希子で、旧姓の藤峰も「峰不二」をひっくり返したもの。

### 赤井家
メアリー・世良（メアリー・せら）
秀一たちの母。宮野エレーナの姉。現在は幼児化しており、真純と共に暮らしている。

赤井 秀一（あかい しゅういち）
赤井家長男。現在はFBI所属。

羽田 秀吉（はねだ しゅうきち）
赤井家次男。現在は棋士として活躍している。

世良 真純（せら ますみ）
赤井家長女（末っ子）。帝丹高校に通う女子高生探偵。

赤井 務武（あかい つとむ）
秀一たちの父。

### 宮野家
宮野 厚司（みやの あつし）
明美と志保の父で、エレーナの夫。妻と共に「宮野医院」を経営していた。

宮野 エレーナ（みやの エレーナ）
明美と志保の母で、厚司の妻。メアリー・世良の妹。

宮野 明美（みやの あけみ）
宮野家長女。

宮野 志保（みやの しほ） / 灰原 哀（はいばら あい）
宮野家次女。

### 服部家
服部 平蔵（はっとり へいぞう）
服部平次の父。大阪府警本部長。

服部 静華（はっとり しずか）
声 - 勝生真沙子
平次の母で、平蔵の妻。42歳。
和服を好む色白の京美人。平蔵からは「静（）」と呼ばれている。平蔵・平次同様に剣道の有段者。料理と縫い物に長けており、中でもてっちりが得意料理。夫が大阪府警察本部長であるためか、法律に関しての知識も豊富。肝が据わっており、時には平蔵を圧倒する活躍を見せる。普段は冷静で観察力にも優れているが、やや天然な性格。親バカな一面もあり、平次が子供の頃から記録ビデオを撮り続けており、彼の中学時代の修学旅行にはこっそりついて行った。平次が上京するたびに負傷して帰宅することから、一時は小五郎を「血も涙もない不人情な人間」だと勘違いしていた。平次には探偵業より学業を優先させている。
小五郎の探偵としての実力を試すため、依頼と身元をでっちあげて毛利探偵事務所を訪れたのが初登場。その際に殺人事件が起き、最後に犯人が自殺しようとした時には日本刀を扇子で抑え、一喝して見せた。この小五郎と初対面した際は、小五郎を試すため東京式アクセントである標準語の敬語を使っている。
劇場版第21作『から紅の恋歌』で、競技かるたの元クイーンでもあることが判明した。
名前の由来は銭形平次の妻・お静。旧姓の池波（）は『鬼平犯科帳』の作者池波正太郎から。

### 遠山家
遠山 銀司郎（とおやま ぎんしろう）
遠山和葉の父。大阪府警刑事部長。
遠山 櫻（とおやま さくら）
和葉の母で、銀司郎の妻。
和葉曰く、元大阪府警察銃器対策部隊の精鋭。口元を隠した姿は娘と瓜二つで、和葉に変装して蘭を騙し切ったことがある。

### 目暮家
目暮 みどり（めぐれ みどり）
声 - 折笠愛
目暮十三の妻。
化粧映えのする美人。かつては不良女子高生で、多発していた「女子高生引き逃げ連続殺人事件」の犠牲になった友人の恨みを晴らそうと囮役を買って出た際、新人刑事当時の目暮が護衛についたことが馴れ初め（詳細は目暮十三#妻との馴れ初めを参照）となり、更生して結ばれた。現在では愛妻弁当を作ってあげるほどの熱愛ぶりを見せ、礼儀正しくなったが、怒った時には不良時代の口調が出てしまう。
なお、先述の事件の際には結果的に自身も標的にされて重傷を負い、目暮と同じく額に傷が残ってしまったが、犯人は目暮が車のナンバーを把握したことから逮捕されている。

### 円谷家
円谷 朝美（つぶらや あさみ）
声 - 大谷育江
円谷光彦の姉。普段は光彦とは正反対の砕けた口調だが、教師をしている両親の前では丁寧な言葉遣いになる。
帝丹中学在籍の中学生。好奇心旺盛で詮索好き。光彦が行方不明になったときに「ドラマみたい」とはしゃぐなど、かなり能天気な性格。ロックグループ「三途のIII（）」のボーカル・サタン鬼塚（サタンおにづか）のファン。
名前の由来は内田康夫の推理小説「浅見光彦シリーズ」に登場するルポライターの浅見光彦で、光彦と合わせると浅見=朝美+光彦になる。

### 小嶋家
小嶋 元次（こじま げんじ）
声 - 野島昭生
小嶋元太の父。酒屋を経営。32歳。左利き。
生粋の江戸っ子で、べらんめえ口調で話す。性格も江戸っ子らしく、息子と同じく言葉遣いが荒いうえに喧嘩っ早いが、正義感は強い。
体型は痩せ型で、元太とは似つかない容姿（元太曰く「（自分は）母親似」）。

## 財閥

### 鈴木財閥関係者
鈴木 史郎（すずき しろう）
声 - 松岡文雄（第76話 - 第747話、劇場版第3・24作）
園子と綾子の父で、鈴木財閥会長。51歳。国内でも有名な資産家で、政財界にも影響を与える程の財力と権力を有している。
綾子からは「お父さん」、園子からは「パパ」と呼ばれる。小太りで眼鏡を掛け、口髭を生やしている。
穏やかで紳士的な性格だが、怪盗キッドの予告状が届いた際に激昂して破り捨てたこともある。趣味で日本画を描いている（園子談）。格闘技観戦も好きで、当初から園子と京極の交際には賛成していた。

鈴木 朋子（すずき ともこ）
声 - 一柳みる
綾子・園子姉妹の母。史郎の妻。43歳。
園子からは「ママ」と呼ばれる。年齢をあまり感じさせない若々しい美女で、左目の下のホクロが特徴。
「鈴木財閥会長の妻」としての気位が非常に高く、やや保守的。一方、園子の友人である蘭や新一には気前良く接する。怪盗キッドを挑発するような余興を企画し、挑戦的な発言をする大胆不敵さも持っている。
長女の綾子が他家財閥に嫁ぐため、次女の園子の夫として優秀な男性を婿入りさせて鈴木財閥を継がせようと考えており、当初は京極との交際に断固反対の立場をとっていたが、キッドから宝石を守り通した京極の真剣さを見て、「いじめ甲斐がある」と発言しつつも彼を認めるようになる。

鈴木 綾子（すずき あやこ）
声 - 元井須美子（第34話 - 第35話）→鈴鹿千春（第72話 - ）
園子の姉。24歳。
大学院生。妹の園子からは「姉貴」と呼ばれる。園子と違って落ち着いた性格。大学時代は映研に所属してメイク・衣装を担当していた。富沢財閥会長の三男で画家の富沢 雄三（とみざわ ゆうぞう）と婚約している。

鈴木 次郎吉（すずき じろきち）
声 - 永井一郎（第356話 - 第725話、劇場版第14作）→富田耕生（第746話 - 第984話、劇場版第19作）→佐藤正治（第1105話 -、『犯人の犯沢さん』）
鈴木財閥相談役。会長である鈴木史郎の従兄弟で、園子からは「おじさま」と呼ばれている。72歳。誕生日は11月29日。笑い方は「アッアッアッ」。犬のルパンをペットにしている。
東都大学法学部卒業。現在はほぼ隠居の身で、会社経営は史郎に任せて自身は道楽三昧をしている。ゴルフのヨーロッパオープン、ヨットのUSAカップ、世界ハンバーガー早食い選手権やサバンナラリーなどに出場してはそのすべてで優勝しており、それ以外にも最年長エベレスト登頂記録やフリーダイビング新記録保持者、人力飛行機世界一周などを行っている。コナン程ではないが勘も鋭く、自身が所有する博物館の展示会の主催者が何か企んでいるのを察知したこともある。視力が弱くコンタクトレンズを使用している。
「人力飛行機世界一周を成し遂げたのと同時期にキッドの事件が発生し、それを報じた記事に新聞の1・2面を取られ、自分の記事が3面の隅に追いやられた」という理由から、キッドにはただならぬ敵対心を抱いている。キッド捕縛を自身の伝記のラストに飾るべく、奇想天外な罠を用意して幾度も勝負を挑み続けているが、キッドには逃げられて所有する宝石はコナンに守られるという痛み分けの結果が繰り返されている。キッドキラーのコナンの実力を認めて頼りにしているものの、手柄を横取りされてしまうことには憤慨している。

後藤 善悟（ごとう ぜんご）
声 - 楠大典
次郎吉のボディガードを務める寡黙な男。38歳。
劇場版第19作『業火の向日葵』では、日本における「ひまわり」の警備隊のリーダーを務めたが、実は本人ではなく怪盗キッドのアシスタントである寺井黄之助（じい こうのすけ）が変装した姿だった。

### 大岡家関係者
伊織 無我（いおり むが）
声 - 小野大輔
大岡家の執事。30歳。
大岡紅葉と常に行動を共にしている。初登場時は和田 進一（）という偽名で医療関係者に変装して平次の素行を調査するが、その際に気配を一切感じさせずにコナン・平次・安室の会話に介入するなどの鋭い行動を見せたため、3人に警戒心を抱かせた。格闘面にも優れている。
公安警察に所属していた過去があり、黒田からは当時の偽名である「榊原」で呼ばれる。公安だった3年前に紅葉の祖父である大岡元総理の別荘へ警備の下見に訪れたところ、祖父の車で遊びに来ていた紅葉を、元総理が来たと誤解して押し寄せた暴漢から守ったことが縁で、紅葉に執事として仕えることとなった。なお、風見とは警察学校時代の同期である。
アニメでは、紅葉と同じくテレビシリーズに先駆けて劇場版第21作『から紅の恋歌』から登場する。

## 毛利探偵事務所周辺の飲食店

### 喫茶ポアロ
榎本 梓（えのもと あずさ）
声 - 榎本充希子
「喫茶ポアロ」の女性店員。23歳。兄の榎本杉人（えのもと すぎひと）は神奈川県の証券会社に勤務している。
額を出した髪型が特徴。年齢の割に童顔気味で、園子に「ロリ顔」と評される。三毛猫の「大尉」の飼い主で、雑誌の取材時に「美人店員」と紹介されたが、その記事を見た光彦やコナンからは「大げさだ」と評されてもいる。明るい性格で、多少うっかり屋な面もある。「ポアロ」の常連である小五郎に事件の依頼を度々持ちかけている。同僚の安室透のことは特に恋愛対象として意識していない模様。
ベルモットに変装されたことがある。
元々はアニメオリジナルキャラクターで、後に原作にも登場するようになった。原作登場当初はアシスタントによって描かれていた。
名前の由来は担当声優の榎本充希子。
2020年5月7日発売の雑誌『ダ・ヴィンチ』2020年6月号で実施された「読者にしあわせを与えてくれたキャラ」ランキングでは4位を獲得した。

ポアロのマスター
本名は不明。自分の喫茶店をエルキュール・ポアロにちなんで「ポアロ」と名付けるほどの推理好き。
小五郎や梓が何度かその名を口にしているが、原作には直接登場したことがない。アニメ350話にて、アニメオリジナルのキャラクターデザインが設定されて登場した（声 - 金丸淳一）と思われたが、後にマスター不在時に臨時で務めていた金丸嶺太だと判明した。

### 米花いろは寿司
脇田 兼則（わきた かねのり）
米花いろは寿司の板前。正体は黒ずくめの組織のナンバー2であるラム。
いろは寿司の大将
声 - なし
本名は不明。毛利探偵事務所のあるビルの隣に庶民的な寿司屋としてのれんを掲げている。
従業員の1人が交通事故でしばらく入院することになったため、補充として流れ板を名乗る脇田兼則を雇う。
原作・アニメ共に登場シーンでは板場で黙って寿司を握る姿が描写されているのみ。原作ではアシスタントによって描かれている。

### ラーメン小倉
小倉 功雅（おぐら かつまさ）
声 - 魚建
「ラーメン小倉」の店主。49歳。
タメ口交じりの敬語で接客する気さくな男。
英語は苦手なようで、真純が持っていた母・メアリーのハンカチに刺繍されていた「Mary」のつづりを、「メアリー」ではなく「マリ」と読んでいた。

大橋 彩代（おおはし さよ）
声 - 平松晶子
「ラーメン小倉」の女性店員。28歳。父は弁護士で同店の常連客だったが、店内での揉め事を仲裁しようとした際、持病の高血圧が原因で脳出血を起こし他界している。
子供の頃に「ラーメン小倉」でラーメンを食べたことをきっかけに将来はラーメン屋で働くと決め、数年後に小倉に「アルバイトでいいから雇ってほしい」とねだって働くことになった。
一度店で殺人事件が起きた際に、「眠りの小五郎」の推理の横で動くコナンの活躍を目にし、以来コナン達と親しい間柄にある。

## 将棋界
羽田 秀吉（はねだ しゅうきち）
声 - 森川智之 / 甲斐田ゆき（少年時代）
プロ棋士で宮本由美の彼氏。28歳。赤井秀一の弟にして世良真純の次兄。日本人の父赤井務武とイギリス人の母メアリー・世良の次男で、血筋としてはイギリス人のハーフ。また、宮野エレーナがメアリーの妹でもあるため、エレーナの娘である宮野明美・志保（灰原哀）姉妹は母方の従妹に当たる。
名前が羽柴秀吉に似ていることから、「太閤名人」の愛称で親しまれている。真純からは吉兄（）と呼ばれている。真純によれば、外見は父似であり、秀一や真純とは似ていない。美男子だが身なりには関心がなく、平時は寝癖に無精髭、丸メガネにジャージという風貌をしている。由美には「顔はかなりのイケメンだが性格が子供すぎる」と評されており、一見すると冴えない印象を受けるが、卓越した記憶力と洞察力を持ち、コナンが普通の小学生ではないことも一目で見抜き、彼の推理をサポートした。高層マンション在住で高収入だが、食事はラーメンなどのジャンクフードが主。
高校時代にはクラスで起きた事件を次々に解決して探偵の真似事をしており、高校卒業後に父親の赤井務武とも交流のあった東京の資産家である羽田家に、自身の将棋好きもあって羽田浩司の夢を継ぐべく養子に入った。養父は羽田康晴、養母は羽田市代である。養子に入る前の姓名は赤井 秀吉（あかい しゅうきち）。義兄である羽田浩司を尊敬しており、座右の銘の「初志貫徹」も元々は彼のものであった。
初登場時点では将棋タイトル四冠までの獲得だったものの、その後は順調にタイトルを増やし、名人位に復位して史上2人目の七冠王となった。しかし、勝又力との王将戦に敗れて六冠王となる。
由美とは彼女の学生時代に、順位戦の帰りに電車で出会ったことをきっかけに、自分が棋士であることを明かさないまま交際を開始する。交際中に最初のタイトルである名人位を獲得した直後のデートにて、由美が何気なく横綱の六場所制覇を賞賛したことをきっかけに対抗心を燃やして七冠制覇を決意し、由美が警察官になる以前の時期に「7つ揃うまで開けないで」と予告した上で、婚姻届の入った封筒を由美に渡す。その後は封筒に関して何の進展もなかったことから愛想を尽かされたものの、隣室で起こった殺人事件を由美が担当したことで偶然再会し、それ以後も交際時と同様「由美タン」、「チュウ吉」と呼び合う腐れ縁が続き、後に制覇を成し遂げたが、王将戦では由美との約束に集中力を奪われて敗北してしまい、自身の座右の銘である「初志貫徹」を貫くため、彼女に封筒の処分を頼む。しかし、すべての事情を知った由美から「言いたいことがあれば7つ揃えて天下を取ってから直接言え」と激励されたことで再起し、再び七冠王を目指す。
現在は「大事な仕事の真っ最中」と言葉を濁して真純にも居場所を教えていないが、たまに電話やメールで推理の相談に乗ることがある。その一方、何も知らない真純とは違って兄弟専用のスマホを保有し、秀一の偽装死をはじめ情報をほぼ共有しており、女性警察官を狙った連続殺人が発生した際には、由美を守るよう秀一にメールを送っている。それからしばらくして由美と同棲を始める。
名前の由来は羽柴秀吉で、設定と容姿のモデルである羽生善治からも「羽」の字が取られている。

羽田 浩司（はねだ こうじ）
「七冠に最も近い」とされたプロ棋士で、羽田秀吉の義兄。

勝又 力（かつまた ちから）
声 - 稲葉実
壮年のプロ棋士。
元名人位保持者だが、羽田秀吉にその座を奪われる。その後、対局中に由美のことで悩んでいた秀吉に勝利し、王将位を勝ち取る。
対戦相手が対局中に遠出してしまおうと、投了するまでは待ち続ける豪放な面と、帰ってきた相手の持ち時間を心配する優しい性格を持ち合わせている。
実娘の勝又水菜（かつまた みな）も女流棋士で、力は秀吉に頼んで水菜が棋士仲間と定期的に行っている勉強会に参加してもらっている。

## 芸能界
沖野 ヨーコ（おきの ヨーコ）
声 - 天野由梨（第3話 - 第122話）→長沢美樹（第249話 - ）、演 - ベッキー
小五郎が大ファンのアイドル歌手で、女優。22歳。気取らない優しく控えめな性格。大阪府生まれ。
港南（）高校の出身で、高校時代、泉新社発行の雑誌『週刊ヤングKOBA』の「女子高生制服コレクション」でグランプリを獲得したことをきっかけに芸能界デビューした。以前は女優の草野薫（くさの かおる）、マルチタレントの岳野ユキ（たけの ユキ）、女優の星野輝美（ほしの てるみ）と共にアイドル歌手グループ「地球的淑女隊（アース・レディース）」として活動していたが、薫と輝美の仲違いによってグループが解散したことをきっかけに、歌手としてソロデビューした。現在は歌手活動だけでなく、料理番組のコーナーや映画に出演するなど、幅広く活動している。代表曲は「ムーン・レディ」、「真夜中の蜃気楼」、「ダンディライオン」。女優としては『Kiss Note（キスノート）』の主役を演じている。
無名だった当時の小五郎にストーカー事件の調査を依頼したことからコナンたちとも知人になり、小五郎が有名になった現在でも何度か自身や友人に関する依頼を持ってきている。後に風見裕也もヨーコのファンになっている。
サッカー選手の比護隆佑は高校時代の先輩で、同校出身の有名人同士として交流があり、熱愛疑惑が報じられたこともある。
名前の由来は、漫画家の沖野ヨーコ。

剣崎 修（けんざき おさむ）
声 - 江川央生
俳優。バラエティ番組の司会も担当している。
人気小説「探偵左文字」シリーズのドラマ版で主人公の松田左文字役を担当。光本兵我とのダブル主演の舞台では、毛利小五郎をモデルとした役を演じている。
沖野ヨーコの紹介で小五郎やコナン達と知り合う。ヨーコの親友で「地球的淑女隊（アース・レディース）」の元メンバーでもある女優の草野薫と偽装婚約して薫に気があるマネージャーの間熊篤（まくま あつし）の恋心に火をつけようとしたことがある。後に「地球的淑女隊（アース・レディース）」の元メンバーである岳野ユキと婚約した。

高山 みなみ（たかやま みなみ）
声 - 高山みなみ
人気のダンスミュージック系アーティストTWO-MIX（）のメンバーで、ヴォーカリストの女性声優。
年末にインスピレーションを得て作った新曲「LIVING DAYLIGHTS」のデモテープを巡り、日本武道館でのライブ当日に相棒の永野椎菜（ながの しいな）共々誘拐される。コナンたち少年探偵団の活躍によって救出された後はライブを敢行して彼らをステージ上へ招き、原作では「WHITE REFLECTION」、アニメでは「BREAK」を披露している。
高山はアニメでコナンを演じている。作中ではコナンと声が似ていることを光彦に指摘されているが、音痴なコナンと違って歌は上手である。事件解決後も人気ミュージシャンとして、「大阪"3つのK"事件」で倉木麻衣、小松未歩らと共にカメオ出演している。

光本 兵我（こうもと ひょうが）
声 - 梶原岳人
アイドルグループ「浪速キッズ」のメンバー。
女性タレントとの熱愛が発覚して雲隠れしていたが、御朱印集めのために縁結びの神社を訪れていた。また、剣崎修とのダブル主演の舞台で、服部平次をモデルとした役を演じている。

## サッカー選手
赤木 英雄（あかぎ ひでお）
声 - 辻谷耕史（第10話 - 第907話、劇場版第16作）
プロチーム・東京スピリッツの選手。19歳。ポジションはFW、背番号は11。2年前に両親を亡くし、現在は小学3年生の弟・守（まもる、声 - まるたまり）と2人で米花町の高層マンションに住んでいる。
愛称は「ヒデ」。米花高校出身で、ライバルで親友の上村直樹（ナオキ）と共にサッカー部を全国制覇に導き、「黄金のツートップ」と呼ばれた。高校時代から天才と評され、ナオキとともに東京スピリッツに入団した。元太と光彦はヒデのファン。
試合で家を空ける際には、友人で米花高校に通う女子高生の量子（りょうこ）に守の世話を頼んでいる。
ワールドカップの日本代表入りは確実と言われていたが、ケガのために代表入りはならなかった。しかし、天皇杯決勝では開始4分に先制ゴールを挙げるなどの活躍を見せた。その後は海外チームへの移籍話もあったが、断っている。

上村 直樹（うえむら なおき）
声 - 矢尾一樹
プロチーム・東京スピリッツの選手。ポジションはFW。
愛称は「ナオキ」。米花高校出身で、ライバルで親友の赤木英雄と共にサッカー部を全国制覇に導き、「黄金のツートップ」と呼ばれ、ヒデと共に東京スピリッツに入団した。高校時代の得点数などはヒデと大差がないが、人気や契約金に大差がある。練習試合でのヒデとの接触による負傷で一時期ヒデを逆恨みし、彼の弟の守を誘拐してサンデーカップの決勝戦での八百長を強いたことがある。しかし失敗に終わり、試合後テレビを通じてヒデからエールを受け、自身の行いを悔いて改心してヒデへの友情を取り戻した。その後東京スピリッツに復帰し、ヒデと共に活躍している。ゲームが得意で守からも慕われている。歩美はヒデよりナオキのファン。

比護 隆佑（ひご りゅうすけ）
声 - 櫻井孝宏
プロチーム・ビッグ大阪の選手。ポジションはFW、背番号は9。
港南高校出身。高校時代は主将として高校サッカー選手権で準優勝へ導く。その後、年の離れた異母兄・遠藤 陸央（えんどう りくお）が所属していたプロチーム・ノワール東京に所属するが、ノワール東京は比護を釣るためのエサとして遠藤を利用した挙句、2年後に戦力外通告をする。それを察した比護は、遠藤をトレーナーとして拾ってくれたビッグ大阪へ移籍した。現在はビッグ大阪のポイントゲッターとして活躍している。
携帯電話を頻繁に置き忘れるなど、天然ボケな傾向がある。
遠藤と試合を見学中に中学時代の新一をスカウトしたことがある。また、沖野ヨーコは高校の後輩で、同校出身の有名人同士として交流があり、熱愛疑惑が報じられたこともある。ヨーコの新曲「ダンディライオン」がお気に入り。
灰原は「兄弟のことを理由に、黒のチームを出て行った裏切り者」という点で境遇が似ている比護のファンとなった。

真田 貴大（さなだ たかひろ）
声 - 吉野裕行
プロチーム・ビッグ大阪の選手。18歳。ポジションはFW。比護の控えとして期待され、ユースから昇格した。
関西弁で話す。自身を比護のスーパーサブだと公言しているほか、ヒデにライバル宣言するなど自信家だが、サッカーの技術は一流。
初登場の劇場版第16作『11人目のストライカー』では、監督の松崎幸司（まつざき こうじ）から爆弾の解除装置を狙ってサッカーボールを当てる大役を任された。その後、比護が関係する原作のエピソードや、『11人目のストライカー』の後日談となるテレビアニメ742話「Jリーガーとの約束」（アニメオリジナル）にも登場している。

## 法曹界

### 妃法律事務所
栗山 緑（くりやま みどり）
声 - 百々麻子
妃英理の秘書兼事務員を務める女性弁護士。英理には「栗山さん」と呼ばれる。
劇場版第2作『14番目の標的』にオリジナルキャラクターとして初登場。この時は「秘書」と紹介されただけで名前は不明だったが、劇場版第4作『瞳の中の暗殺者』で再登場した際に名前も判明し、その後は原作やアニメオリジナルエピソードにも登場するようになった。

### アニメオリジナルキャラクター（法曹界）
九条 玲子（くじょう れいこ）
声 - 松本梨香
東京地方検察庁の女性検察官。33歳。
「法曹界のクイーン」と呼ばれる妃英理に対し、「検察のマドンナ」と呼ばれているエリート。過去には検察庁特捜部に勤めていた。優れた頭脳と抜群の法廷戦術を駆使して勝利を重ね続けるため、弁護士の中には玲子との対決を敢えて避ける者も出ている。また、公判での連勝記録を更新し続ける英理にとっては理解者ともライバルとも呼べる存在であり、ときには隠し玉の用意も辞さない。その強烈なライバル意識から、2人の間には激戦が繰り広げられている。調査や公判の際には常に毅然とした態度で振る舞うが、被告人に偽装殺人の目撃者として利用されてしまった際は、それを知らないまま辞職しようと思い詰め、英理の前で弱々しい表情を見せている。
「法廷の対決」シリーズ3作目では、それまでセミロングだった髪型がロングヘアになり口紅も付けず、全体的な容姿も大きく変わったが、4作目では再び2作目までと同様の容姿に戻っていた。

大井 宏樹（おおい ひろき）
声 - 乃村健次
弁護士。36歳。
実業家の遺産相続に関わる依頼で小五郎、蘭、コナンと知り合う。その際に発生した事件の解決にコナンが貢献したため、コナンに一目置いている。

## その他の人物
白馬 探（はくば さぐる）
怪盗キッドとライバル関係にある高校生探偵で、快斗の同級生。
元は作者の別作品『まじっく快斗』の登場人物で、本作へはゲストとして登場。
米原 桜子（よねはら さくらこ）
声 - 丹下桜
苗子の幼馴染で、千葉の小学校時代の後輩。23歳。家政婦として様々な家庭で働いている。
母子家庭で育ち、母はデザイン会社社長の若松 耕平（）の自宅で家政婦として勤めていたが、学生時代に他界したために路頭に迷っていたところを若松社長に拾われ、家政婦になった。しかし若松家で事件に巻き込まれて以降、勤務先で次々と殺人事件が発生するようになり、現在は職場を転々とする生活を送っている。目暮警部には「毛利君のような死を呼ぶ人間にはならんようにな」と忠告されている。
千葉のことは「千葉っち」と呼ぶ。家政婦として仕事先の家では礼儀正しく振る舞うが、殺人の被害者の悪口を平気で言う一族の面々に毅然とした態度を取ったこともある。コナンとも親しいが、彼が平次に対して普段と全く違う態度をとることに気付いている。

ミネルバ・グラス (Minerva Glass)
コナン達がロンドンで知り合った世界ランクNo.1のプロテニス選手。通称「芝の女王」。

フサエ・キャンベル・木之下（フサエ・キャンベル・きのした / Fusae Campbell Kinoshita）
声 - 増山江威子 / 本多知恵子（少女時代）
ファッションブランド「フサエブランド」の女性社長。2歳年上の阿笠とはお互いに初恋の相手。外国人（国は不明）とのハーフ。母の再婚相手の友人でもあるビリー（Birī）という人物が運転手を務めている。
40年前は阿笠と同じ小学校で、秋の間だけ一緒に登下校していた。引っ越す際に「10年後に思い出の場所で会おう」という内容の手紙を阿笠に渡していたが、彼は「思い出の場所」が思い出せなかったため、再会できたのは40年後だった。阿笠に対する想いは40年間変わらず、一時は自分の片想いかと諦めかけるも阿笠も40年間想いが変わっていなかったことを確信して次の再会を信じることにした。
40年前の小学生当時は自分の金髪を気にして常に帽子を目深に被っていたが、偶然知り合った阿笠の「イチョウの葉っぱみたいで、綺麗じゃない」という一言でコンプレックスを解消した。小さい頃に飼い犬に噛まれたトラウマから生じた動物嫌いについても、阿笠のおかげで克服できた。
蘭は小学生だった頃に一度だけフサエに会っており、「大きくなったら、おばさんがデザインしたアクセサリーかバッグを買う」という約束を交わしていた。
「フサエブランド」の品は事件に関わる人物の小物としてもたびたび描写され、灰原などがブランドのファンとして言及している。

浅井 成実（あさい なるみ / あさい せいじ） / 麻生 成実（あそう せいじ）
声 - 折笠愛（第11話）→沢城みゆき（第1000話 - ）
東京都の孤島・月影島の診療所に勤務する医師で、女性のような容姿をした男性。ピアニスト・麻生 圭二（あそう けいじ）の息子で本名は麻生成実（「なるみ」ではなく「せいじ」）。「浅井」は12年前の家族の死後に引き取られた先の姓で、素性を隠して女医に成りすますため、「なるみ」と名乗った。年齢は26歳。
「ピアノソナタ『月光』殺人事件」の犯人。幼少の頃は大病を患ったため、本土の病院に入院していた。父は麻薬密輸のメンバー4人によって麻薬密輸に利用されており、父の口を封じようと家に放火して家族もろとも殺害した4人に復讐するため、自分の容姿と職業を利用した殺人計画を実行する。最終的にはコナンに犯行を暴かれるが、自ら放火した公民館の音楽室に立てこもり、自殺しようとする。その阻止に駆けつけたコナンを窓から外に放り投げると、父の汚名を返上してくれた彼への感謝の言葉を暗号化したメロディをピアノで弾き、焼身自殺した。
作中でコナン（新一）が自殺を止められなかった唯一の犯人で、コナンは推理で成実を追い詰めて自殺させたことを酷く後悔しており、この事件以降は「推理で犯人を追い詰めて自殺させるような探偵は殺人犯と変わらない」という強い信念を持つようになった。後に平次もコナンの言葉に影響を受け、犯人を殺さないという矜持を持つようになる。
コナン役を演じている高山みなみは、「成実の一件はずっと心の中にあり、これからも心に留めて演じていきます」と語っている。

七川 絢（ななかわ あや）
声 - 矢島晶子（第343話 - 第344話）→倉田雅世（第491話 - ）
新一・蘭・園子の帝丹中学時代の同級生。17歳。
几帳面な性格。コンビニでアルバイトをしており、その時は段ボール箱の積荷の整理なども進んで行っている。甘い物が好物。また、ゲームにもハマッている。
コンビニの閉店後に店の商品が盗まれてしまう事件が起き、店の商品を盗んでいるのではないかと店長から疑われたことがあるが、その場に居合わせた蘭に頼まれたコナン（新一）の活躍により、助けられた。

三水 吉右衛門（さみず きちえもん）
声 - なし
140年前の江戸時代末期に名を響かせた絡繰人形師。
あだ名は「カラクリ吉右衛門」。佐幕派の浪人たちに資金援助をしていた。作り出す絡繰人形が大名や商人に「まるで生きているようだ」と気に入られたことにより、一代で財を成す。幕末には財を巨大なダイヤモンドに替え、自分の屋敷の前にある池に沈めた。
日本各地に絡繰屋敷を作ったことでも知られ、その中には絡繰を利用した泥棒に隠れ家として住み着かれた屋敷もある。鈴木財閥所有の「鉄狸（）」も吉右衛門の作品で、様々な泥棒退治の仕掛けが施されているが、キッドによって開けられた。仕掛けの中には命中すれば殺傷におよぶ過激なものもある。
本編中では名前のみの登場だが、単行本68巻の裏表紙で姿が初登場。原作者によると性格は「気はいいがイタズラ好き」とのこと。

爆弾犯A
声 - 中田譲治
本名は不明。面長で眼鏡を掛けた長髪の男性で、年齢は40歳代前半と推定されている。
7年前に大金欲しさから爆弾犯B（声 - 佐藤正治）と共謀して爆弾事件を起こし、その際に高級マンションで萩原研二を殉職させた。逃走中の相棒の事故死を警察の罠と思い込んで逆恨みし、3年前にはその復讐として大観覧車を爆破し、松田陣平を殉職させた。そして、三度目の爆弾事件を起こそうとして高木を殉職の危機に陥れたが、コナンたちの活躍で東都タワーに仕掛けた爆弾を止められ、佐藤と高木によって逮捕された。
投獄された後、劇場版第25作『ハロウィンの花嫁』で「プラーミャ」と名乗る世界的な殺し屋による手引きで脱獄するが、プラーミャの囮として利用され首輪爆弾を仕掛けられており、追跡してきた安室と風見の目の前で爆死させられた。
一連の爆破事件および萩原と松田の殉職は、佐藤、高木、安室、萩原千速といった多数の警察関係者の人生に大きな影響をもたらしている。なお、佐藤は爆弾犯Aを逮捕したことから高木と急接近して恋人同士となったが、現在でも時折松田の最期のフラッシュバックに苦しめられている。
アマンダ・ヒューズ (Amanda Hughes)
アメリカ合衆国の資産家。17年前、羽田浩司が死亡したホテルの別の部屋で死亡していた。

老人
声 - 森しん
呼吸器を付けた正体不明の老人。髭を生やしたシルエットのみの登場で素顔は不明。警察について「愚鈍な輩が群れてるだけ」と批判している。また、メアリーの姿を直接見た際は、「夢を見ているようじゃわい」と発言している。
サングラスの男
声 - 竹内良太
呼吸器を付けた老人の運転手。サングラスと髭が特徴。世良真純を追跡し、彼女がメアリーと宿泊しているホテルの火災報知器を鳴らして騒ぎを起こした。
謎の老人
髭を生やした正体不明の老人。コナンが怪盗キッドから王冠を死守したと報じられた際に、コナンが映ったスマートフォンの画面を杖で叩き割った。
その後、新幹線を貸し切って別の車両から安室に電話を掛け、コナンの身辺調査を徹底するよう指示する。

## 関係者たちのペット
ゴロ
声 - 高山みなみ（テレビシリーズ）、青山カイト（劇場版第10作）
英理が飼っている猫。
名前の由来は「ゴロゴロしているから」と英理は語っているが、コナンは「小五郎のゴロ」ではないかと推察している。最初に「ゴロ」という名前で飼っていたのはスノーシューだが、老齢で亡くなったため、知人から譲り受けた現在のロシアンブルーに同名を付けて飼っている。そのため、英理が飼っている「『ゴロ』という名前の猫」としては、現在は2代目となる。
現在飼っているロシアンブルーは、コナン役・高山みなみの飼い猫・カイトがモデル。劇場版第10作『探偵たちの鎮魂歌』ではカイト自ら声を当てている。テレビシリーズのゴロの鳴き声は、高山がコナンと兼務して担当。

大尉（たいい）
声 - 藤田彩
喫茶店「ポアロ」によくやって来るオスの三毛猫。
名前は「ポアロ」のマスターが付けたもので、探偵ポアロの友人であるアーサー・ヘイスティングズ大尉が由来となっている。歩美には「大ちゃん（）」と呼ばれている。
元々は漱石（）という名前で、IT企業社長の益子貞司（ますこ ていし）に飼われていたが、猫アレルギー持ちの彼が手放すことにしたため、結局は梓が飼うことになった。

ルパン
声 - 高木渉
次郎吉がいつも連れている愛犬。
人懐っこく、次郎吉の愛車・ハーレーダビッドソンのサイドカーに乗る。三水吉右衛門の金庫「鉄狸（）」へ閉じ込められた窮地を怪盗キッドによって救われたことがある。
名前の由来はアルセーヌ・ルパンで、名前的にはライバルであるため、コナンは懐かれても内心複雑な気持ちになっている。

## 劇中劇のキャラクター
ナマコ男（ナマコおとこ）
声 - なし
蘭が携帯電話に付けているストラップのキャラクター。
元は作者の別作品『YAIBA』の登場人物で、本作へはスター・システムとして登場。

仮面ヤイバー（かめんヤイバー）
声 - 高木渉
人気の子供向け特撮番組のヒーロー。正体は白金 雷刃（）という名の青年。
かなり昔からバージョンを変えながら毎週月曜日19時30分から30分間放送されている番組で、映画も2本製作されている。主題歌をTWO-MIXが歌ったことがあると設定されている。人形、カードダス、ガシャポン、Tシャツ、ガソリンスタンドとの提携キャンペーンなど商品展開も数多く、少年探偵団がグッズをよく購入している。
光彦によれば「初代の仮面ヤイバーは仮面がグロテスクで、そこがまたいいんです」とのこと。必殺技はヤイバー雷神拳。
アニメによれば、普段は幼なじみの夏目 玲（）と共にホットドッグ屋を営んでいる。事件が起きると変身してオートバイに乗り込み、悪事を働く怪人や異星人を倒すという、勧善懲悪もののストーリーが展開される。

ゴメラ
声 - なし
映画が何作も作られている人気怪獣。
撮影所で発生した「大怪獣ゴメラ」殺人事件にて、1着しかない着ぐるみが焼失してしまった上、スーツアクターである松井秀豪（まつい しゅうご）が逮捕されたため、番組は打ち切りの危機に陥った。しかし、ファンからのたっての願いを受け、昔のフィルムをつなぎ合わせての製作を経て続行された。その後も毎回最終回らしきタイトルを付けつつ撮影が続けられ、現在もシリーズは継続している。
単独の作品である『大怪獣ゴメラ』『ゴメラの逆襲』『ゴメラVSメカゴメラ』『ゴメラ最期の決戦』『ゴメラよ永遠に』『さらばゴメラ』『大怪獣ゴメラ ファイナル』などのほか、上記の仮面ヤイバーとのクロスオーバー作品『大怪獣ゴメラvs仮面ヤイバー』がある。
モデルはゴジラとガメラ。作品タイトルの多くはゴジラシリーズを元にしている。

松田 左文字（まつだ さもんじ）
声 - 鈴木英一郎（第116話）→江川央生（第662話 - ）
ミステリー作家・新名任太朗（しんめい にんたろう）の書いた小説の主人公。
作中のドラマでは俳優の剣崎修が演じる。居合い抜き探偵で、犯人を暴いた後には抜刀して犯人に一句詠ずる。世良真純からは「笑える探偵」と評されている。
代表作に『二分の一の頂点』（由来は『1/2の頂点』）、『死仮面（デスマスク）の嘲笑』、『悪魔が仕組んだ遺言状』、『真夜中の首実検』などがある。任太朗が癌で亡くなってからは娘・香保里（かおり）が執筆を引き継ぎ、現在も雑誌『文芸時代』で連載中。香保里が執筆する小説では左文字の助手としてヘッポコ探偵とオテンバ娘、生意気な眼鏡の少年の3人が登場する（モデルはそれぞれ小五郎、蘭、コナン）。

闇の男爵（ナイトバロン）
声 - 田中秀幸
優作の小説に登場する神出鬼没の怪人。正体は不明。
怪盗でもあり殺人鬼でもある。シルクハット・仮面・マント・黒いスーツを身に着けている。髪型はショートボブ。
神出鬼没という設定から、発見や制止の不可能なコンピュータウイルスにその名前が冠されている。黒ずくめの組織も「闇の男爵ウイルス」を所持しており、組織内で用いられているプログラムなどが入った記憶媒体（フロッピーディスクなど）を外部のコンピュータで立ち上げると、自動的にウイルスが作動してデータを削除するように仕掛けている。